# Liste der neuzeitlich ausgestorbenen Vögel
Die Rote Liste gefährdeter Arten 2024 der International Union for Conservation of Nature and Natural Resources listet 164 Vogelarten, die nach dem Jahre 1500 weltweit ausgestorben sind. Die globale Vogelnamenliste des International Ornithological Congress aus dem Jahr 2023 verzeichnet hingegen 162 rezent ausgestorbene Vogelarten und 91 Unterarten. Darüber hinaus gilt eine unbekannte Anzahl von Vogeltaxa als verschollen oder vermutlich ausgestorben, da sie entweder seit Jahrzehnten nicht mehr nachgewiesen wurden oder ihr Lebensraum so stark zerstört ist, dass ein weiteres Überleben unwahrscheinlich erscheint. Das Jahr 1500 gilt für die IUCN als Schlüsseljahr, da ab diesem Zeitpunkt die Entdeckung und Besiedelung der entlegensten Erdwinkel durch die Europäer eingeleitet wurde und sowohl die Menschen als auch faunenfremde Tierarten, wie Katzen und Ratten, ein Massenaussterben vieler Vogeltaxa verursachten. In der Wissenschaftszeitschrift Proceedings of the National Academy of Sciences veröffentlichte Berechnungen ergaben, dass heutzutage rund zwölf Prozent aller Vogelarten akut vom Aussterben bedroht und weitere zwölf Prozent gefährdet sind. Aufgrund der Datenlage gehen die Forscher davon aus, dass am Ende des 21. Jahrhunderts mindestens zehn Vogelspezies pro Jahr aussterben werden. Vor allem endemische Arten auf abgelegenen Inseln sind vom Aussterben betroffen. Auch der Bestand auf der relativ kleinen Insel Guam wurde durch das Auftreten der Braunen Nachtbaumnatter schwer getroffen. Dennoch werden von Zeit zu Zeit vermeintlich ausgestorbene Vogelarten wiederentdeckt. In Europa ist in historischer Zeit lediglich eine Art ausgestorben, der Riesenalk.

## Nach 1500 ausgestorbene Vogelarten und -unterarten
† = ausgestorbene Familie

### Struthioniformes

#### Strauße

##### Unterarten

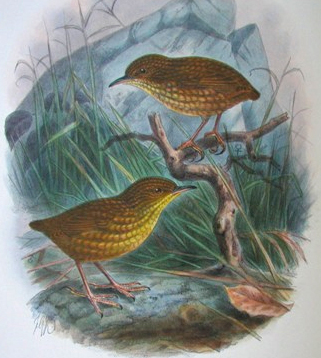
Stephenschlüpfer (Traversia lyalli), Illustration John Gerrard Keulemans, aus A History of the Birds of New Zealand, 1905

- Arabischer Strauß, Struthio camelus syriacus, Arabische Halbinsel, 1966

### Casuariiformes

#### EmusundKasuare

##### Unterarten

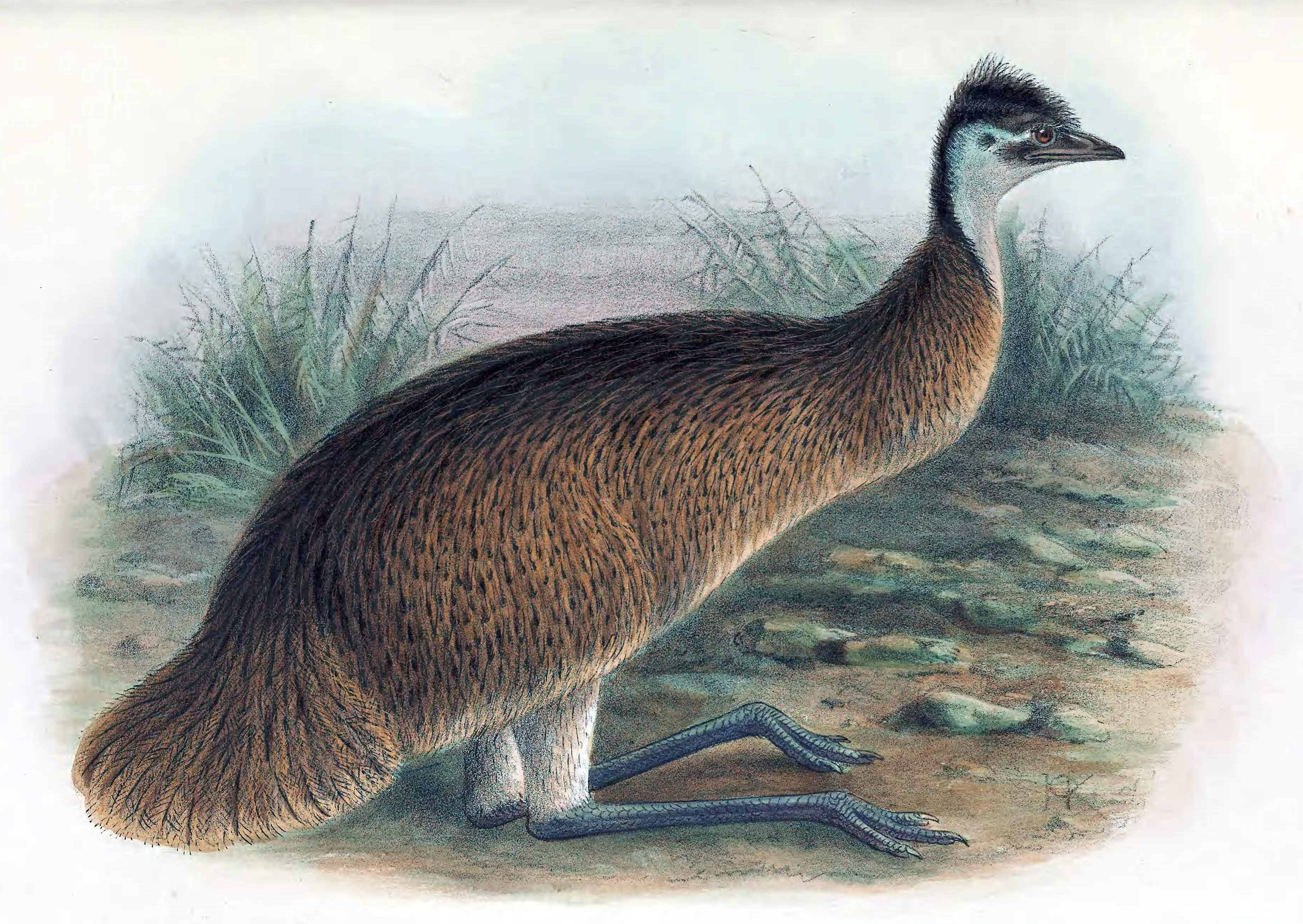
Tasmanischer Emu

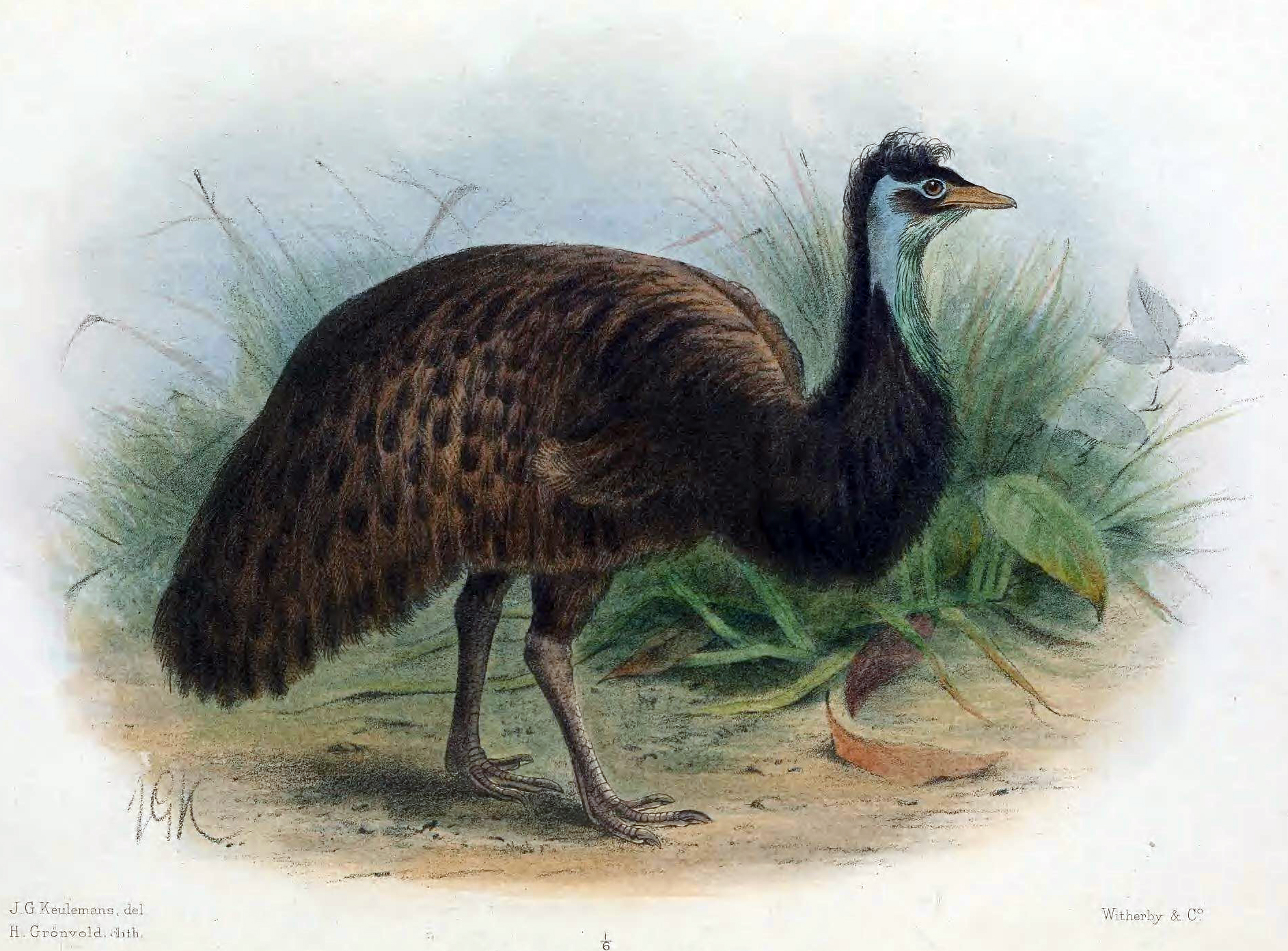
Schwarzer Emu

- Tasmanischer Emu, Dromaius novaehollandiae diemenensis, Tasmanien, 1873
- Schwarzer Emu, Dromaius novaehollandiae ater (King Island, Australien, 1822)

Starb ca. 1805 in der Wildnis aus. Das letzte Exemplar in menschlicher Obhut starb 1822 im Botanischen Garten von Paris, Jardin des Plantes.
- Känguru-Insel-Emu, Dromaius novaehollandiae baudinianus (Känguru-Insel, Australien, 1827)

### Sphenisciformes

#### Pinguine

##### Arten
- Waitaha-Pinguin, Megadyptes waitaha, (Südinsel, Neuseeland, 16. Jahrhundert)

Verschwand zwischen 1500 und 1550 vor der Entdeckung durch die Europäer

### Anseriformes

#### Entenvögel,GänsevögelundSchwäne

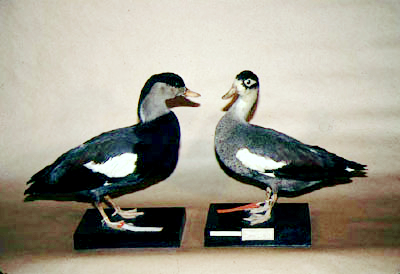
Schopfgans (Tadorna cristata)

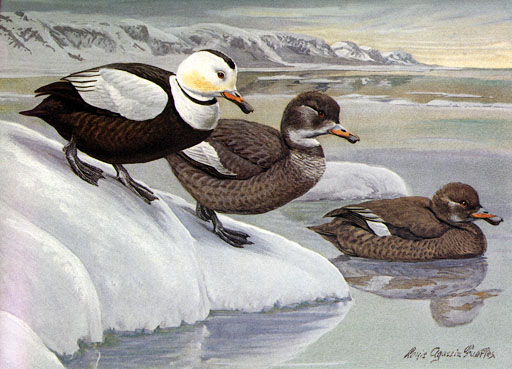
Labradorente (Camptorhynchus labradorius) Illustration Louis Agassiz Fuertes, aus A Natural History of Ducks, 1922

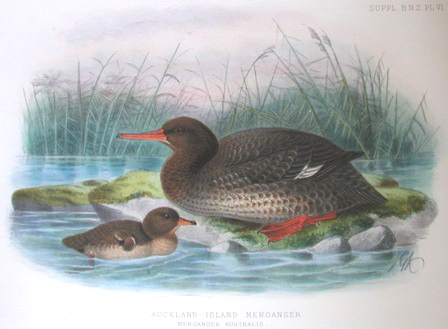
Aucklandsäger (Mergus australis) Illustration John Gerrard Keulemans, aus A History of the Birds of New Zealand, Vol. II, 1888

##### Arten
- Schopfgans, Tadorna cristata (Nordostasien, spätes 20. Jahrhundert?)

Eine urtümliche Halbgans aus Nordostasien. Offiziell als „vom Aussterben bedroht“ gelistet, obwohl der letzte gesicherte Nachweis aus dem Jahre 1964 stammt.
- Réunion-Gans, Alopochen kervazoi (Réunion, Maskarenen, ca. 1690er Jahre)
- Mauritius-Gans, Alopochen mauritiaa (Mauritius, Maskarenen, ca. 1690er Jahre)
- Amsterdamente, Mareca marecula (Amsterdam-Insel, südlicher Indischer Ozean, ca. 1800)
- Mauritiusente, Anas theodori (Mauritius und Réunion, Maskarenen, ca. 1690er Jahre)

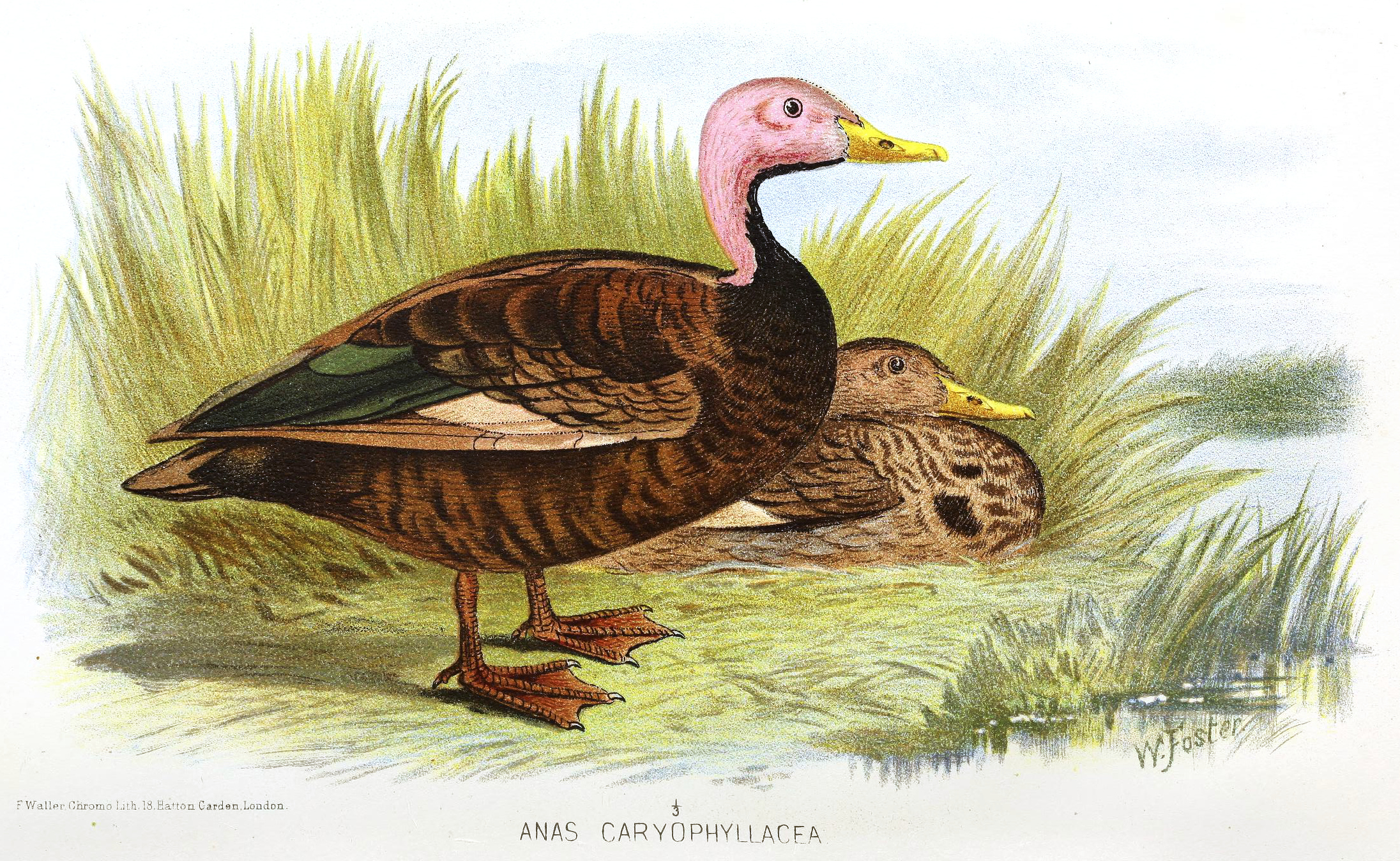
Rosenkopfente (Rhodonessa caryophyllacea) Illustration William Foster, aus The game birds of India, Burmah, and Ceylon, Vol. III, 1881

- Finschs Ente, Chenonetta finschi aus Neuseeland. Überwiegend nur durch subfossile Knochenfunde bekannt. Ein Fund einer unbekannten Entenart aus dem Jahre 1870 könnte auf diese Art schließen.
- Rosenkopfente, Rhodonessa caryophyllacea (Ostindien, Bangladesch, nördliches Myanmar, 1945?) – ein Vorschlag, die Art in die Gattung Netta zu stellen, ist nicht allgemein akzeptiert.

Offiziell als „vom Aussterben bedroht“ gelistet; jüngste Expeditionen zur Wiederentdeckung dieser Art sind bisher fehlgeschlagen
- Labradorente, Camptorhynchus labradorius (nordöstliches Nordamerika, ca. 1880)
- Aucklandsäger, Mergus australis (Auckland-Inseln, Südwestpazifik, ca. 1902)

##### Unterarten
- Rennell-Weißkehlente Anas gibberifrons remissa (Rennell, Salomonen, 1959 zuletzt nachgewiesen)
- Nördliche Spitzschwanzente Anas georgica niceforoi (Kolumbien, 1950er Jahre)

Die letzten bekannten Exemplare wurden 1956 nachgewiesen.
- Borreros Zimtente Spatula cyanoptera borreroi (Kolumbien, spätes 20. Jahrhundert)

1974 bereits für ausgestorben gehalten, wurden in den 1990er Jahren ein paar Exemplare kurzfristig wiederentdeckt.

### Galliformes

#### Hühnervögelund Verwandte

##### Arten
- Raoulinsel-Großfußhuhn, Megapodius sp. (Raoul Island, Kermadecinseln, 1876)

Ein Großfußhuhn, das auf der Raoulinsel vorkam, bis die Population durch einen Vulkanausbruch ausgelöscht wurde. Könnte konspezifisch mit dem Tonga-Großfußhuhn (Megapodius pritchardii) gewesen sein.
- Neuseeländische Schwarzbrustwachtel, Coturnix novaezelandiae (Neuseeland, 1875)
- Himalayawachtel, Ophrysia superciliosa (Nordindien, spätes 19. Jahrhundert?)

Offiziell als „vom Aussterben bedroht“ gelistet. Seit 1876 nicht mehr gesichert nachgewiesen. Im Jahre 2003 gab es im Naini-Tal (Nepal) unbestätigte Sichtungen.

##### Unterarten
- Francolinus francolinus ssp. (Sizilien, Mittelmeer, ca. 1869)
- Heidehuhn (Tympanuchus cupido cupido), (Martha’s Vineyard, 1932)
- Neumexiko-Schweifhuhn (Tympanuchus phasianellus hueyi) (New Mexico, Nordamerika, 1954)
- Numida meleagris sabyi (Marokko, ca. 1950)
- Colinus virginianus insulanus (Florida Keys, Nordamerika, ca. 1888)

Unterart der Virginiawachtel

### Charadriiformes

#### Regenpfeiferartige,MöwenundAlkenvögel

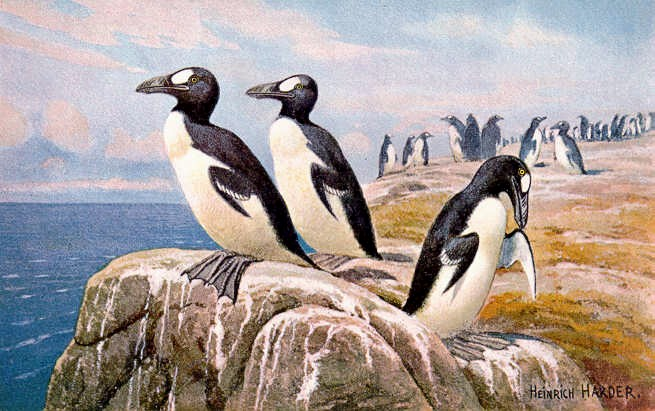
Riesenalk (Alca impennis) Illustration Heinrich Harder, aus Tiere der Urwelt, ca. 1900

##### Arten
- Javakiebitz, Vanellus macropterus (Java, Indonesien, Mitte des 20. Jahrhunderts)

Offiziell als „vom Aussterben bedroht“ gelistet. Dieser auffällige Vogel wurde seit 1940 nicht mehr gesichert nachgewiesen, daher ist zu befürchten, dass er ausgestorben ist.
- Tahiti-Südseeläufer, Prosobonia leucoptera (Tahiti, Gesellschaftsinseln, 19. Jahrhundert)
- Kiritimati-Südseeläufer, Prosobonia cancellata (Kiritimati, Kiribati, 19. Jahrhundert)

nur von einer Zeichnung bekannt. Wurde vermutlich Mitte des 19. Jahrhunderts durch Ratten ausgerottet.
- Prosobonia ellisi (Moorea, Gesellschaftsinseln, wurde zuletzt 1777 gesichtet)
- Eskimobrachvogel, Numenius borealis (nördliches Nordamerika, Überwinterungsplätze: Südamerika, spätes 20. Jahrhundert?)

Wurde 1963 zuletzt gesichtet; offiziell als „vom Aussterben bedroht (vermutlich ausgestorben)“ gelistet.
- Dünnschnabel-Brachvogel, Numenius tenuirostris (unbekannte Brutgebiete, ursprünglich in Sibirien, Anfang des 21. Jahrhunderts?)

Erlebte in den vergangenen Jahrzehnten einen dramatischen Rückgang, die letzte bestätigte Sichtung war im Jahr 1995
- Riesenalk, Pinguinus impennis (Nordatlantik, ca. 1844)
- Kanaren-Austernfischer, Haematopus meadewaldoi (Fuerteventura und Lanzarote, Kanarische Inseln), seit den 1940er Jahren nicht mehr gesichert nachgewiesen.
- Nordinsel-Schnepfe, Coenocorypha barrierensis (Nordinsel, Neuseeland, 1870er-Jahre)
- Stewartschnepfe, Coenocorypha iredalei (Südinsel, Neuseeland und Stewart Island, 1964)
- Neukaledonien-Laufhühnchen Turnix novaecaledoniae (Neukaledonien, Melanesien, frühes 20. Jahrhundert)

Wurde zeitweise als Hybride, eingeführte Art oder Unterart des Buntlaufhühnchens betrachtet. Zahlreiche subfossile Knochen sind jedoch ein Indiz dafür, dass es sich um eine valide endemische Form handelt. Der Holotypus wurde vor 1889 gesammelt, ein weiteres Exemplar im Jahr 1911 von Fritz Sarasin. Bald darauf dürfte dieses Taxon ausgestorben sein.

##### Unterarten
- Tawi-Tawi-Laufhühnchen Turnix sylvatica suluensis (Tawitawi, Philippinen, Mitte des 20. Jahrhunderts)

Unterart des Laufhühnchens von Tawitawi und Jolo, zuletzt in den 1950er-Jahren gesichtet.

### Gruiformes

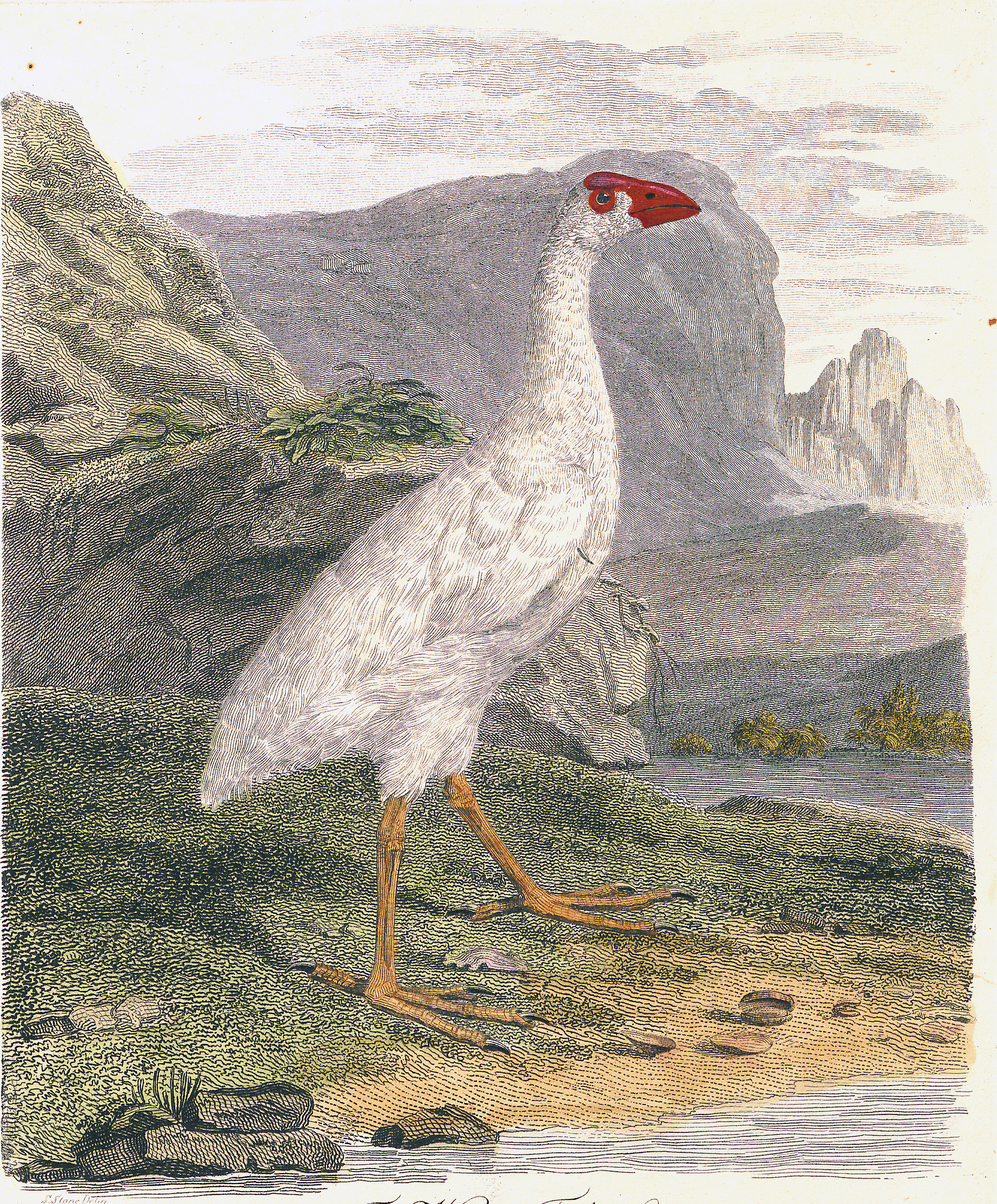
Lord-Howe-Purpurhuhn (Porphyrio albus) Illustration Sarah Stone, aus Journal of a Voyage to New South Wales, 1790

#### Rallenund Verwandte

##### Arten
- Hawkins-Ralle, Diaphorapteryx hawkinsi (Chatham-Inseln, Südwestpazifik, 19. Jahrhundert)
- Mauritius-Ralle, Aphanapteryx bonasia (Mauritius, Maskarenen, ca. 1700)
- Leguats Sumpfhuhn, Erythromachus leguati (Rodrigues, Maskarenen, Mitte des 18. Jahrhunderts)
- Fidschi-Ralle, Hypotaenidia poeciloptera (Viti Levu, Polynesien, ca. 1980)
- Pelzralle (Gallirallus lafresnayanus) (Neukaledonien, Melanesien)

Offiziell als „vom Aussterben bedroht“ gelistet, galt zwischen 1904 und 1984 schon einmal als ausgestorben. Interviews mit Bewohnern und eine Suche nach der Art im Jahr 1998 blieben erfolglos.
- Wake-Ralle, Hypotaenidia wakensis (Wake-Insel, Mikronesien, 1945)
- Rotschnabelralle, Hypotaenidia pacifica (Tahiti, Gesellschaftsinseln, 19. Jahrhundert)
- Dieffenbach-Ralle, Hypotaenidia dieffenbachii (Chatham-Inseln, Südwestpazifik, Mitte des 19. Jahrhunderts)
- Chathamralle, Cabalus modestus (Chatham-Inseln, Südwestpazifik, ca. 1900)
- Ascension-Ralle, Mundia elpenor (Ascension, Atlantik, spätes 17. Jahrhundert) – ehemals in die Gattung Atlantisia gestellt
- St.-Helena-Sumpfhuhn, Porzana astrictocarpus (St. Helena, Atlantik, frühes 16. Jahrhundert)
- Laysanralle, Zapornia palmeri (Laysan, Hawaiʻi, 1944)
- Hawaiiralle, Zapornia sandwichensis (Big Island, Hawaiʻi, ca. 1890)
- Kosrae-Sumpfhuhn, Zapornia monasa (Kosrae, Karolinen, ca. Mitte des 19. Jahrhunderts)
- St.-Helena-Ralle, Aphanocrex podarces (St. Helena, Atlantik, frühes 16. Jahrhundert) – ehemals in die Gattung Atlantisia gestellt
- Lord-Howe-Purpurhuhn, Porphyrio albus (Lord-Howe-Insel, Südwestpazifik, frühes 19. Jahrhundert)
- Nordinsel-Takahē, Porphyrio mantelli. Bekannt von subfossilen Knochen, die auf der Nordinsel Neuseelands gefunden wurden, könnte bis zum Jahre 1894 oder später überlebt haben.
- Koau, Porphyrio paepae  (Hiva Oa und Tahuata, Marquesas, 1937)
- Samoapfuhlhuhn, Pareudiastes pacificus (Savaiʻi, Samoa, 1907?)

Aufgrund von unbestätigten Sichtungen in den 1990er Jahren hat die IUCN den Status von „ausgestorben“ auf „vom Aussterben bedroht“ geändert
- Blaustirn-Pfuhlhuhn, Pareudiastes silvestris (Makira, Salomonen, Mitte des 20. Jahrhunderts)

Nur durch ein einziges Exemplar und eine Sichtung aus dem Jahr 1953 bekannt; manche Wissenschaftler stellen sie eine eigene Gattung Edithornis. Da es in jüngerer Zeit immer wieder unbestätigte Sichtungen gab, wird sie von der IUCN als „vom Aussterben bedroht“ gelistet.
- Tristanteichhuhn, Gallinula nesiotis (Tristan da Cunha, Atlantik, spätes 19. Jahrhundert)
- Maskarenen-Blässhuhn, Fulica newtonii (Mauritius und Réunion, Maskarenen, ca. 1700)
- Maskarenen-Purpurhuhn, Porphyrio caerulescens (Réunion, frühes 18. Jahrhundert)
- Neukaledonien-Purpurhuhn, Porphyrio kukwiedei (Neukaledonien, nur von subfossilen Knochen bekannt, könnte aber bis in die 1860er Jahr überlebt haben, falls sich ein Bericht von Marc Athanase Parfait Œillet Des Murs und Jules Verreaux auf diese Art bezieht)
- Réunion-Ralle, Dryolimnas augusti (Réunion, 17. Jahrhundert, nur durch subfossiles Material bekannt)
- Dryolimnas chekei (Mauritius, 17. Jahrhundert, nur durch subfossiles Material bekannt)
- Miller-Sumpfhuhn, Zapornia nigra (Tahiti, ca. 1800, nur durch zwei Illustrationen von Georg Forster und John Frederick Miller sowie zwei nachfolgende Beschreibungen von Gmelin und Latham bekannt)
- Neuseeländisches Pfuhlhuhn, Tribonyx hodgenorum (Neuseeland, 18. Jahrhundert)

Subfossile Überreste dieser Rallenart wurden in Muschelhaufen der Maori gefunden, die bis ins 18. Jahrhundert datiert werden.
- Gallirallus hypoleucus (Tongatapu, 18. Jahrhundert)

1867 auf der Basis eines Exemplars aus der Sammlung von Joseph Banks beschrieben. Nur vom Holotypus bekannt.

##### Unterarten
- Coturnicops noveboracensis goldmani (Mexiko, 1960er Jahre)

Unterart der Gelbralle, endemisch am Río Lerma in Mexiko. 1964 zuletzt nachgewiesen.

### Otidiformes

#### Trappen

##### Unterarten
- Marokko-Trappe (Ardeotis arabs lynesi) (1990er-Jahre?)

Unterart der Arabientrappe (Ardeotis arabs). Der Letztnachweis war im Jahre 1993.

### Podicipediformes
Lappentaucher
- Andentaucher, Podiceps andinus (Totasee, Kolumbien, 1977)
- Delacour-Zwergtaucher, Tachybaptus rufolavatus (Alaotra-See, Madagaskar, späte 1980er Jahre)

Wurde 2010 von der IUCN offiziell für ausgestorben erklärt. Diese Art starb höchstwahrscheinlich durch Lebensraumzerstörung und durch Hybridisierung mit dem eingeführten Zwergtaucher aus.
- Atitlántaucher, Podilymbus gigas (Lago de Atitlán, Guatemala, 1989)

### Pelecaniformes
Reiher und Verwandte
- Réunion-Nachtreiher, Nycticorax duboisi (Réunion, Maskarenen, spätes 17. Jahrhundert)
- Mauritius-Nachtreiher, Nycticorax mauritianus (Mauritius, Maskarenen, ca. 1700)
- Rodrigues-Nachtreiher, Nycticorax megacephalus (Rodrigues, Maskarenen, Mitte des 18. Jahrhunderts)
- Ascension-Nachtreiher, Nycticorax olsoni (Ascension, Atlantik, spätes 16. Jahrhundert?)

Nur durch subfossile Knochen bekannt, aber die Beschreibung eines flugunfähigen Vogels von Ascension durch F. André Thevet passt auf keinen anderen Vogel als auf diese Art.
- Bermuda-Krabbenreiher Nyctanassa carcinocatactes (Bermuda, 17. Jahrhundert)

Nur durch subfossile Knochen bekannt.
- Schwarzrücken-Zwergdommel Ixobrychus novaezelandiae (Neuseeland, Chatham-Inseln, spätes 19. Jahrhundert)
- Réunionibis, Threskiornis solitarius (Réunion, Maskarenen, frühes 18. Jahrhundert)

Diese Art liegt dem angeblichen Réunion-Solitär oder Weißen Dodo zugrunde, einem hypothetischen Verwandten des Dodos und des Rodrigues-Solitärs. Aufgrund der Tatsache, dass auf Réunion keine Dodo-ähnlichen, aber Ibis-ähnliche Knochen gefunden wurden und weil alte Beschreibungen gut auf einen flugunfähigen Heiligen Ibis zutreffen, gilt die Reunion-Solitär-Hypothese inzwischen als widerlegt.

### Accipitriformes

#### Habichtartige

##### Arten
- Bermudabussard, Bermuteo avivorus (Bermuda, frühes 17. Jahrhundert)

wurde anhand von Fossilien beschrieben und soll mit Greifvögeln identisch sein, die 1603 auf Bermuda beobachtet wurden

###### Unterarten
- Daito-Mäusebussard, Buteo japonicus oshiroi (Daitō-Inseln, 1970er Jahre)

Unterart des Taigabussards (früher des Mäusebussards), nur von einem Männchen bekannt, das zwischen 1964 und 1970 beobachtet wurde.
- Melierax metabates theresae (Südwest-Marokko, 2007)

Unterart des Graubürzel-Singhabichts, seit 2007 nicht mehr nachgewiesen.

### Suliformes

#### Arten
Kormorane, Tölpel und verwandte Vögel
- Pallasscharbe oder Brillenkormoran, Urile perspicillatus (Kommandeurinseln, Nordpazifik, ca. 1850)

#### Unterarten
- Maskarenentölpel, Papasula abbotti nelsoni (Mauritius und Rodrigues, Maskarenen, Indischer Ozean, spätes 18. Jahrhundert)

### Procellariiformes
Röhrennasen, Sturmtaucher und Sturmvögel
- Guadalupe-Wellenläufer, Oceanodroma macrodacyla (Guadalupe, Ostpazifik, 1910er Jahre)

Offiziell als „vom Aussterben bedroht (vermutlich ausgestorben)“ gelistet. Diese Vermutung wird auch durch das Ergebnis einer umfangreichen, erfolglosen Suche im Jahre 2000 bestätigt.
- St.-Helena-Sturmvogel, Bulweria bifax (St. Helena, Atlantik, frühes 16. Jahrhundert)
- Jamaika-Sturmvogel, Pterodroma caribbaea (Jamaika, Westindische Inseln, ca. 1890)

Manchmal als Unterart des Teufelssturmvogels (Pterodroma hasitata) angesehen. Nach unbestätigten Berichten könnte er noch überleben. Offiziell als „vom Aussterben bedroht (vermutlich ausgestorben)“ gelistet
- St.-Helena-Riesensturmvogel, Pseudobulweria rupinarum (St. Helena, Atlantik, frühes 16. Jahrhundert)
- Imber-Sturmvogel, Pterodroma imberi (Chatham Islands, 19. Jahrhundert)

2015 auf der Basis von subfossilem Knochenmaterial beschrieben, vermutlich Anfang des 19. Jahrhunderts ausgestorben.
- Pteredroma zinorum (Azoren, 17. Jahrhundert)

nur durch subfossiles Material von den Azoren bekannt, könnte bis ins 17. Jahrhundert überlebt haben.

### Columbiformes
Tauben und Dodos

#### Arten
- Wandertaube, Ectopistes migratorius (östliches Nordamerika, 1914)

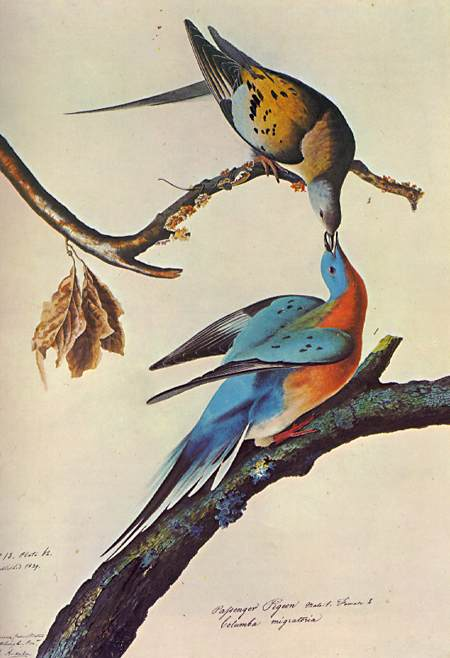
Wandertaube (Ectopistes migratorius) Illustration John James Audubon, aus Birds of America, 1827

Die Wandertaube galt Anfang des 19. Jahrhunderts als häufigster Vogel der Welt. Ein einzelner Schwarm wurde auf über zwei Milliarden Vögel geschätzt. Allein im Jahre 1879 wurden eine Milliarde Vögel geschossen, meist als Sport, aber auch aus Schädlingsbekämpfungsgründen oder um die Nachfrage nach Delikatessen zu befriedigen. Das letzte Exemplar in der Wildnis wurde 1900 geschossen. Das letzte Individuum namens Martha starb 1914 im Zoo von Cincinnati.

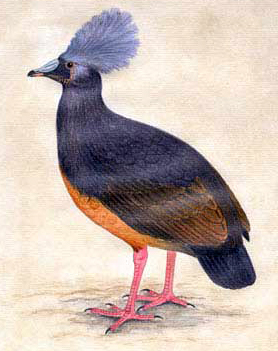
Salomonentaube (Microgoura meeki)

- Bonin-Taube,  Columba versicolor (Nakodo-jima und Chichi-jima, Ogasawara-Inseln, ca. 1890)
- Silberbandtaube, Columba jouyi (Okinawa und Daitō-Inseln, Nordwestpazifik, späte 1930er Jahre)
- Liverpooltaube, Caloenas maculata (Herkunft unbekannt)

Das einzige bekannte Exemplar befindet sich seit 1851 im World Museum Liverpool und wurde von Edward Stanley, 13. Earl of Derby, von einer nicht genannten Pazifikinsel erworben. Es wird vermutet, dass dieser Vogel von Tahiti stammt, da eine einheimische Überlieferung auf einem ähnlichen ausgestorbenen Vogel namens titi basiert. Dies wurde allerdings nie überprüft.
- Tawitawitaube, Gallicolumba menagei (Tawi-Tawi, Philippinen, 20. Jahrhundert)

Offiziell als „vom Aussterben bedroht“ gelistet. Es sind nur zwei Typusexemplare bekannt, die 1891 gesammelt wurden; es gibt eine Reihe von Berichten von Einheimischen vom Sulu-Archipel aus dem Jahre 1995, die besagen, dass diese Taubenart vor den 1970er-Jahren noch ziemlich häufig beobachtet wurde, die Bestände aber so dramatisch zurückgegangen wären, dass sie die Tawitawitaube deshalb nur noch selten zu Gesicht bekommen hätten. Mittlerweile ist der Lebensraum der Tawitawitaube fast vollständig zerstört. Falls diese Art noch nicht ausgestorben ist, müsste sie extrem selten sein. Der fortdauernde Bürgerkrieg zwischen philippinischer Regierung und der Moro Islamischen Befreiungsfront verhindert jedoch Suchen in dieser Region.
- Norfolk-Erdtaube, Gallicolumba norfolciensis (Norfolkinsel, Südwestpazifik, ca. 1800)
- Tanna-Erdtaube, Pampusana ferruginea (Tanna, Vanuatu, spätes 18. Jahrhundert)

Nur durch Reinhold Forsters Beschreibungen zweier verlorengegangener Exemplare bekannt.
- Makirataube, Pampusana salamonis (Makira und Ramos, Salomonen, Mitte des 20. Jahrhunderts?)

Zuletzt 1927 gesehen; es existieren nur zwei Museumsexemplare. 2005 offiziell für ausgestorben erklärt.
- Salomonentaube, Microgoura meeki (Choiseul, Salomonen, zuletzt 1904 gesehen)

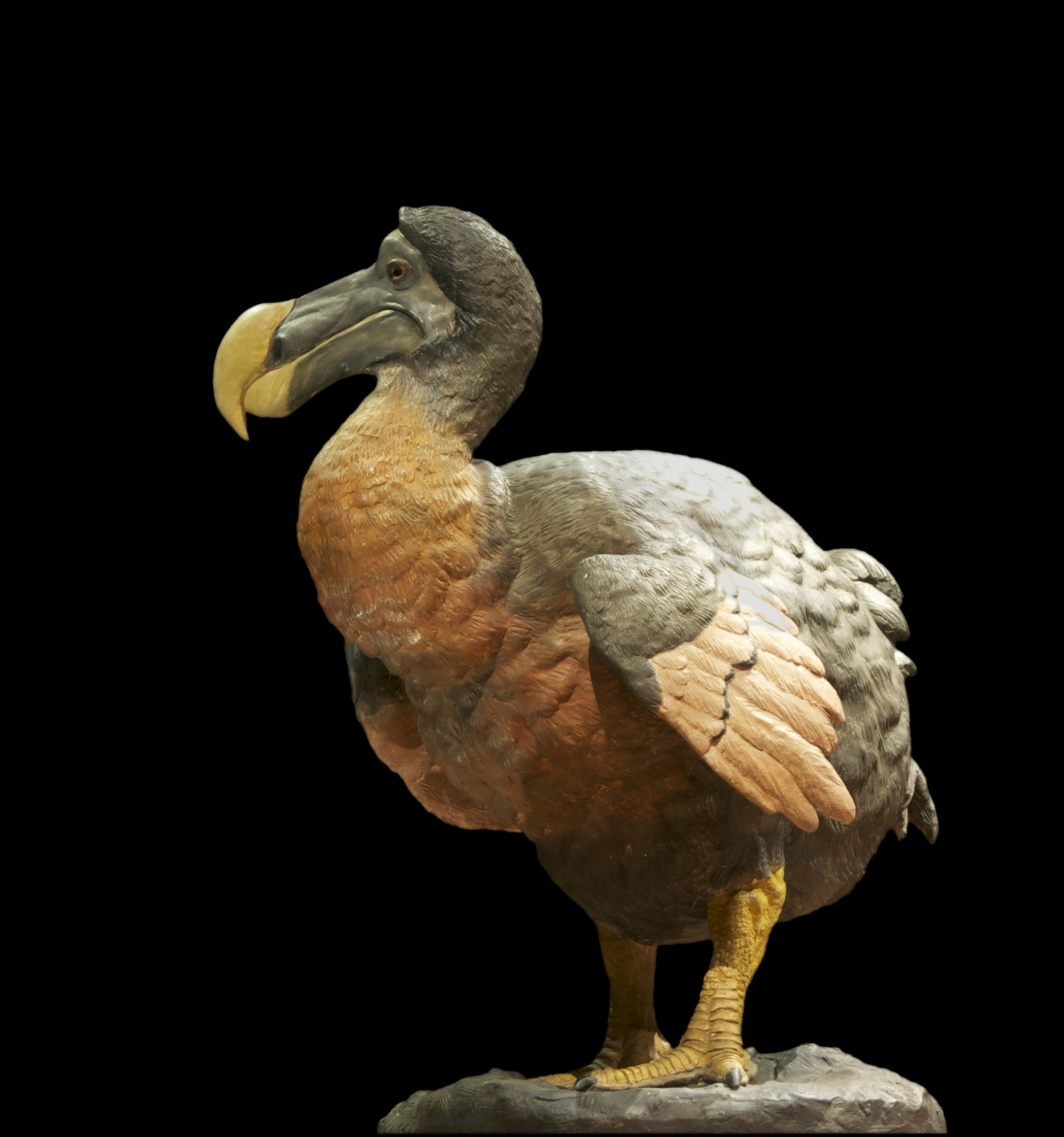
Dodo (Raphus cucullatus)

- Rotbart-Fruchttaube, Ptilinopus mercierii (Nuku Hiva und Hiva Oa, Marquesas-Inseln): Zwei Unterarten existierten, die wenig bekannte Nominatform P. m. mercierii von Nuku Hiva (ausgestorben Mitte oder Ende des 19. Jahrhunderts) und P. m. tristrami von Hiva Oa (Letzter Nachweis: 1922).
- Mauritius-Fruchttaube, Alectroenas nitidissimus (Mauritius, Maskarenen, ca. 1830er Jahre)
- Nesoenas cicur (Mauritius, um 1730, nur durch subfossiles Material bekannt)
- Nesoenas duboisi (Réunion, wurde zuletzt 1674 gesichtet, dürfte Ende des 17. Jahrhunderts ausgestorben sein)
- Rodriguestaube Nesoenas rodericana (Rodrigues, Maskarenen, 18. Jahrhundert)

Nur durch einen subfossilen Knochen und einen Reisebericht von Tafforet aus dem Jahre 1726 bekannt.
- Negros-Fruchttaube, Ptilinopus arcanus (Negros, Philippinen, spätes 20. Jahrhundert)

Der einzige dokumentierte Nachweis stammt aus dem Jahre 1953, als ein Exemplar gefunden wurde. Die Echtheit dieses Exemplars wurde in Frage gestellt, aber bisher wurde noch keine gute Alternative zum Artstatus dieses Taxons vorgeschlagen. Offiziell als „vom Aussterben bedroht“ gelistet. Die Art könnte auch auf Panay existiert haben, wurde dort aber nie gefunden. Eine mögliche Sichtung aus dem Jahre 2002 wurde nicht weiterverfolgt.
- Dodo, Raphus cucullatus (Mauritius, Maskarenen, spätes 17. Jahrhundert)

Wurde von Linné als Didus ineptus bezeichnet. Ein etwa ein Meter großer flugunfähiger Vogel, der nur auf Mauritius vorkam. Sein bewaldeter Lebensraum ging verloren, als holländische Siedler nach Mauritius zogen. Die Vögel wurden massenweise als Proviant auf die Schiffe geladen und die Dodonester wurden von Affen, Schweinen und Katzen zerstört, die die Holländer auf die Insel brachten. Das letzte Exemplar wurde 1681 getötet, nur 80 Jahre nachdem die neuen Räuber eingeführt wurden.
- Rodrigues-Solitär, Pezophaps solitaria (Rodrigues, Maskarenen, ca. 1730)
- Rodriguesfruchttaube, Alectroenas payandeei (Rodrigues, Maskarenen, wahrscheinlich im 17. Jahrhundert, bevor Leguat in den Jahren 1691 bis 1693 seine Faunenliste von Rodrigues veröffentlichte)
- Columba thiriouxi (Mauritius, Maskarenen, ca. 1770)

##### Unterarten
- Madeira-Ringeltaube (Columba palumbus maderensis) (Madeira, 1904)

Unterart der Ringeltaube (Columba palumbus), zuletzt im Jahre 1904 gesichtet.
- Lord-Howe-Weißkehltaube (Columba vitiensis godmanae) (Lord-Howe-Insel, 1850er-Jahre)

Unterart der Weißkehltaube (Columba vitiensis), zuletzt im Jahre 1853 gesichtet.

### Psittaciformes

#### Papageien

##### Arten
- Diademzierlori, Charmosyna diadema (Neukaledonien, Melanesien, Mitte des 20. Jahrhunderts?)

Offiziell als „vom Aussterben bedroht“ gelistet. Seit Beginn des 20. Jahrhunderts gab es keine zuverlässigen Berichte mehr, jedoch ist er aufgrund seiner kleinen und unauffälligen Gestalt schwierig zu beobachten.

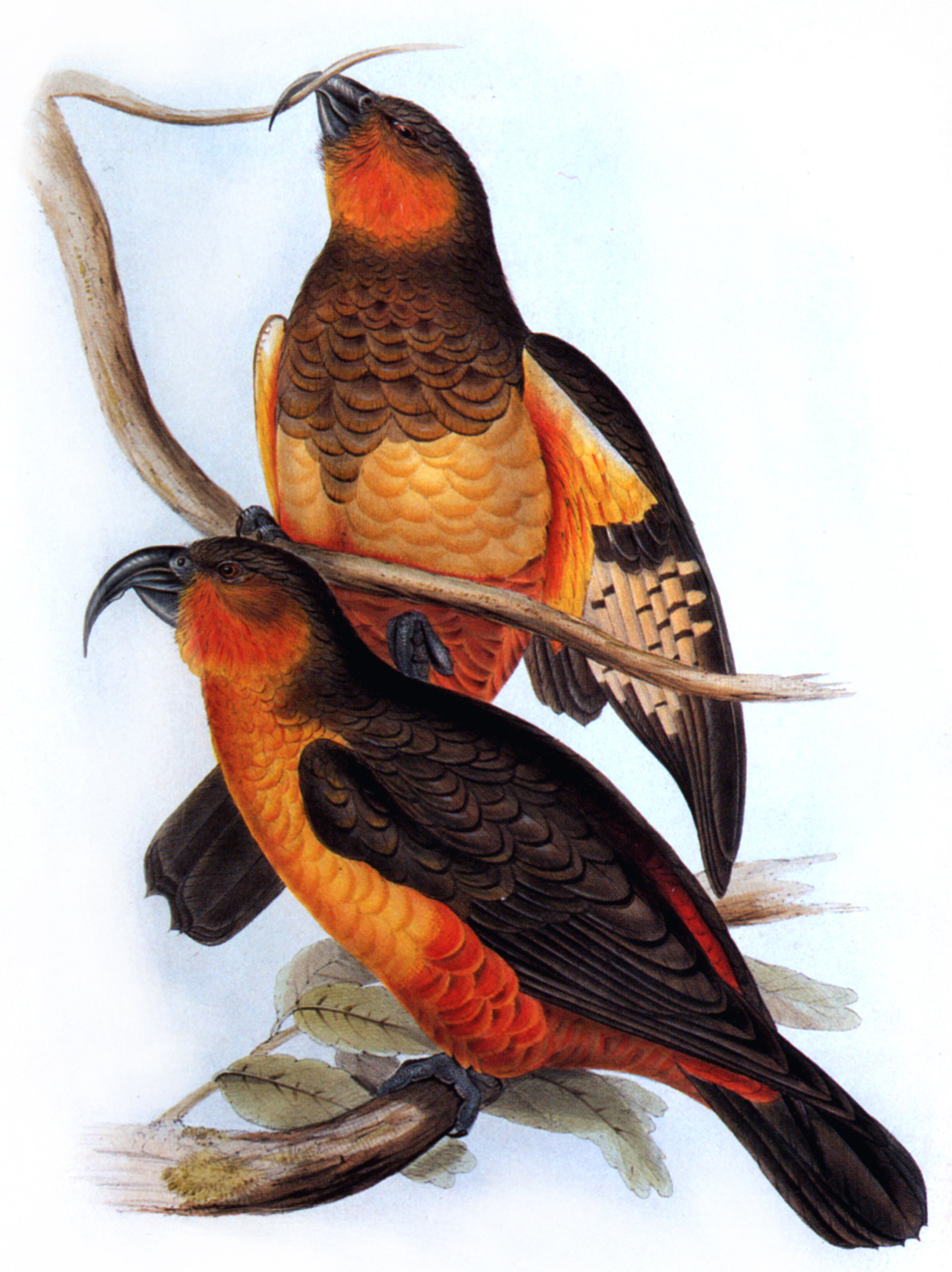
Dünnschnabelnestor (Nestor productus) Illustration Elizabeth Gould, aus The Birds of Australia, Vol. V, 1848

- Dünnschnabelnestor,  Nestor productus (Norfolkinsel und Philipinsel, Südwestpazifik, 1851?)
- Raiateasittich, Cyanoramphus ulietanus (Raiatea, Gesellschaftsinseln, spätes 18. Jahrhundert)
- Schwarzstirnsittich, Cyanoramphus zealandicus (Tahiti, Gesellschaftsinseln, ca. 1850)
- Paradiessittich, Psephotus pulcherrimus, Syn.: Psephotellus pulcherrimus (Bereich von Rockhampton, Australien, späte 1920er Jahre)
- Polynesischer Edelpapagei, Eclectus infectus, 2006 anhand von subfossilen Knochen beschrieben, die auf Tonga und Vanuatu gefunden wurden. Er könnte bis zum 18. Jahrhundert überlebt haben, da die Zeichnung eines Vogels, die während einer Malaspina-Expedition auf der tongaischen Insel Vava'u entstanden ist, das Männchen eines Edelpapageis darstellt.
- Seychellensittich, Psittacula wardi (Seychellen, westlicher Indischer Ozean, 1883)
- Rodrigues-Sittich, Psittacula exsul (Rodrigues, Maskarenen, ca. 1875)
- Mauritius-Grausittich, Psittacula bensoni (Mauritius und vermutlich Réunion). Die letzten Berichte gab es in den 1730er-Jahren.
- Réunion-Sittich oder Maskarenen-Papagei, Mascarinus mascarinus (Réunion, Maskarenen, 1834?)

Das letzte bekannte Exemplar befand sich in menschlicher Obhut und starb in einem nicht bekannten Jahr vor 1834. Subfossile Knochen, die auf die Art schließen könnten, wurden auf Mauritius gefunden.

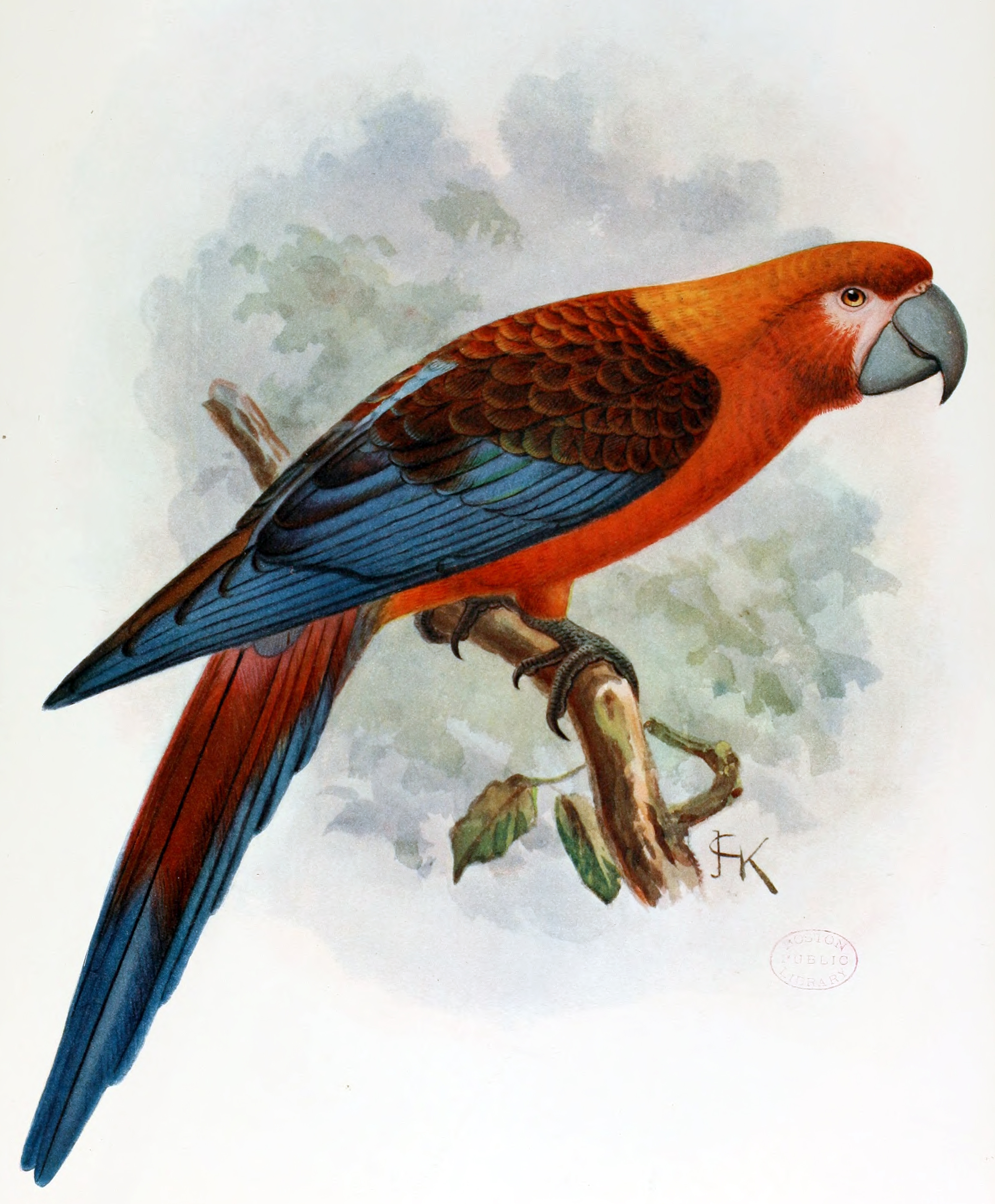
Kuba-Ara (Ara tricolor) Illustration Frederick William Frohawk, aus Extinct Birds, 1907

- Mauritius-Papagei, Lophopsittacus mauritianus (Mauritius, Maskarenen, 1680?)

Könnte bis ins späte 18. Jahrhundert überlebt haben.
- Rodrigues-Papagei, Necropsittacus rodericanus (Rodrigues, Maskarenen, spätes 18. Jahrhundert)
- Türkisara, Anodorhynchus glaucus (nördliches Argentinien, frühes 20. Jahrhundert)

wegen der permanenten Gerüchte über wildlebende Exemplare offiziell als „vom Aussterben bedroht (vermutlich ausgestorben)“ gelistet.
- Rotschillernder Blauara Anodorhynchus purpurascens, eine zweifelhafte Art, nur durch einen Reisebericht aus dem Jahre 1558 bekannt. Die Zeichnung, die 1907 von Walter Rothschild, 2. Baron Rothschild, von dieser Art angefertigt wurde, zeigt einen Hyazinthara.
- Kuba-Ara, Ara tricolor (Kuba, Westindische Inseln, spätes 19. Jahrhundert)

Eine Anzahl von verwandten Arten wurde von den Westindischen Inseln beschrieben, die jedoch alle nicht als guter Beleg anerkannt sind. Von einigen prähistorischen Formen ist jedoch bekannt, dass sie in der Region existiert haben.

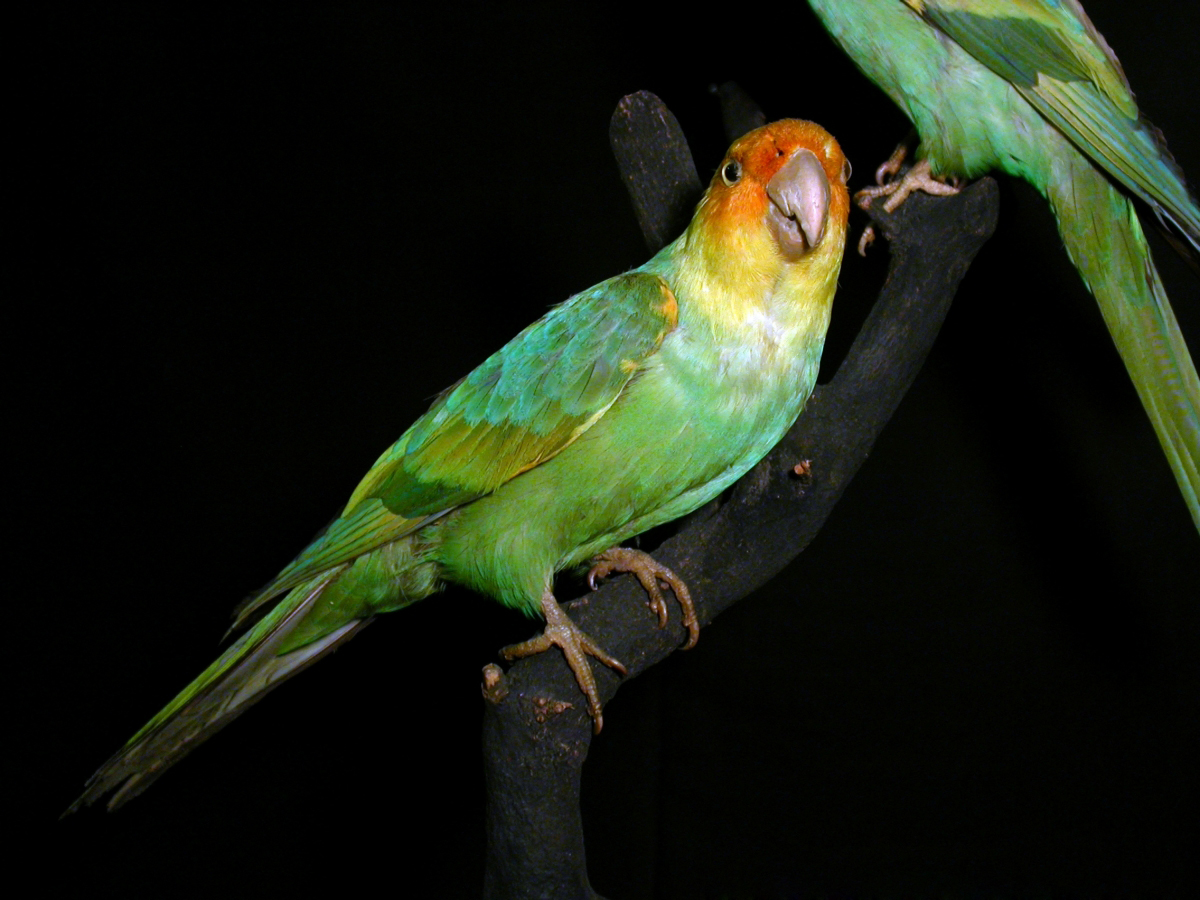
Schaupräparat des Karolinasittichs im Museum Wiesbaden

- Karolinasittich, Conuropsis carolinensis (südöstliches Nordamerika, c.1918?)

Obwohl das Sterbedatum des letzten Vogels in menschlicher Obhut im Zoo von Cincinnati allgemein mit 1918 angegeben wird, gibt es angeblich überzeugende Berichte, dass einige wilde Vögel noch ein paar Jahre länger überlebt haben. Zwei Unterarten existierten: C. c. carolinensis (Osten und Süden der Appalachenkette – ausgestorben 1918, Gerüchten zufolge erst 1930) und C. c. ludovicianus (Louisianasittich, westlich der Appalachenkette – ausgestorben Anfang der 1910er Jahre).
- Guadeloupe-Sittich, Psittacara labati (Guadeloupe, Westindische Inseln, spätes 18. Jahrhundert)

Nur nach Beschreibungen in Reiseberichten von Jean-Baptiste Labat bekannt, doch ist die Existenz der Art biogeographisch plausibel und die beschriebenen Einzelheiten treffen auf keine andere bekannte Art zu.
- Martinique-Amazone, Amazona martinicana (Martinique, Westindische Inseln, Mitte des 18. Jahrhunderts)
- Veilchen-Amazone, Amazona violacea (Guadeloupe, Westindische Inseln, Mitte des 18. Jahrhunderts)

Die Martinique-Amazone und die Veilchen-Amazone wurden aufgrund alter Reiseberichte beschrieben. Beide werden heutzutage als gültige Arten und als nächste Verwandte der Kaiseramazone (Amazona imperialis) betrachtet.
- Lord-Howe-Ziegensittich Cyanoramphus subflavescens (Lord-Howe-Insel, Australien, 1860er-Jahre)

Häufig als Unterart des Ziegensittichs, (Cyanoramphus novaezelandiae) gelistet. Erhielt 2008 von den australischen Ornithologen Leslie Christides und Walter E. Boles den Artstatus. Zuletzt im Jahr 1869 gesichtet.
- Macquarie-Ziegensittich (Cyanoramphus erythrotis), (Macquarieinsel, Südwestpazifik, 1890er-Jahre)

Häufig als Unterart des Ziegensittichs, (Cyanoramphus novaezelandiae) gelistet. Erhielt 2008 Artstatus. Zuletzt im Jahr 1890 gesichtet.
- Monasittich (Psittacara maugei) (Puerto Rico, Westindische Inseln, 1890er Jahre)

Galt bis 2016 als Unterart des Haitisittichs (Psittacara chloropterus). Das letzte bekannte Exemplar wurde 1892 gesammelt.
- Jaraquiel-Sittich (Pyrrhura subandina) (Kolumbien, Río-Sinú-Tal, 1949)

Galt als Unterart des Rotzügelsittichs (Pyrrhura picta). Das letzte bekannte Exemplar wurde 1949 gesichtet.

##### Unterarten

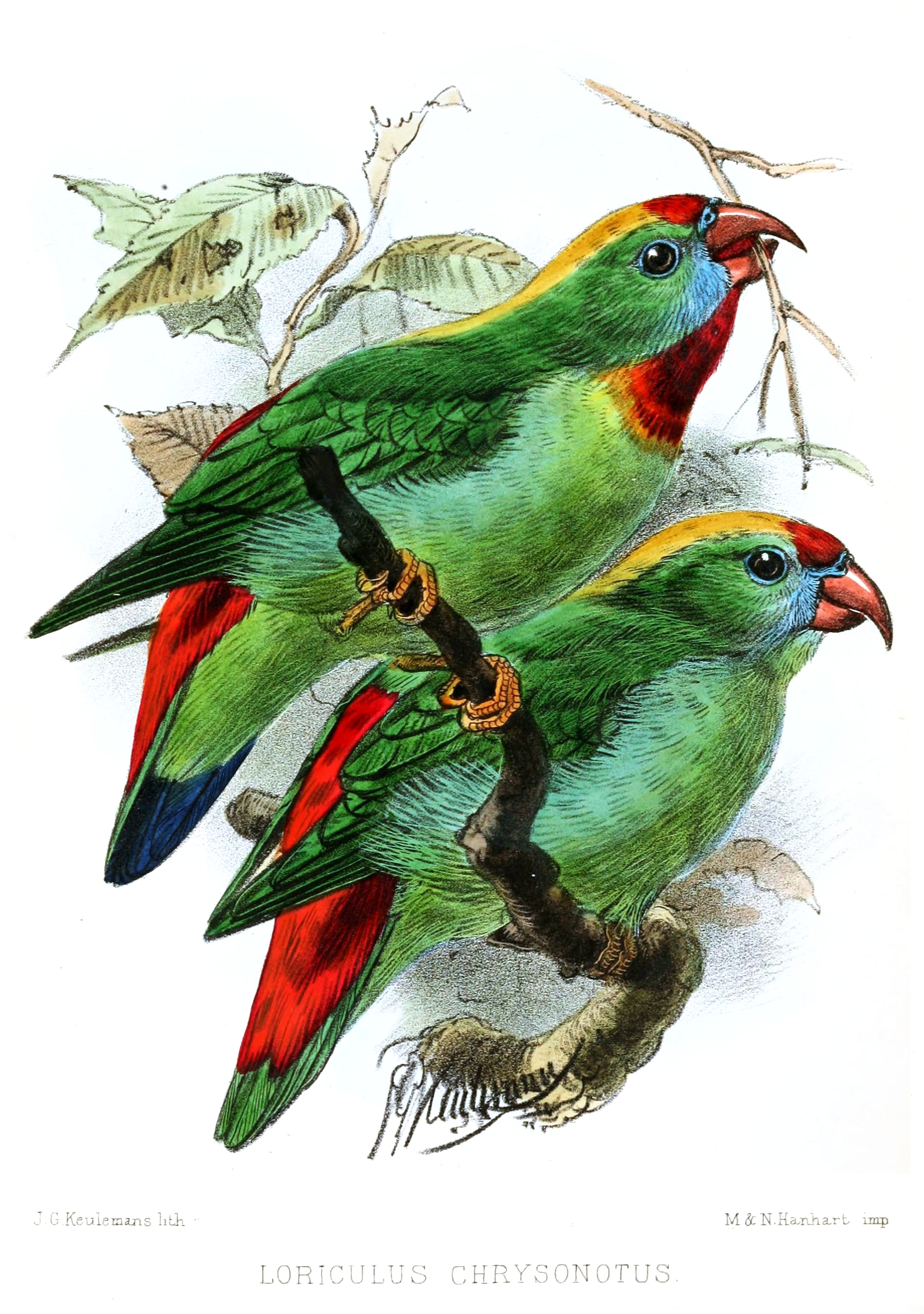
Cebu-Fledermauspapageichen

- Cebu-Fledermauspapageichen, Loriculus philippensis chrysonotis (Cebu, Philippinen, Ende des 20. Jahrhunderts)

Unterart des Philippinenpapageichens (Loriculus philippensis). 1908 galt dieser Papagei das erste Mal als ausgestorben, bis er 1997 wiederentdeckt wurde. Seitdem blieben Suchen nach dem Cebu-Fledermauspapageichen erfolglos.
- Siquijor-Fledermauspapageichen, Loriculus philippensis siquijorensis  (Siquijor, Philippinen)

Unterart des Philippinenpapageichens (Loriculus philippensis). Der Letztnachweis war im Jahre 1906.
- Culebra-Amazone, Amazona vittata gracilipes (Culebra, Westindische Inseln), Ende des 19. Jahrhunderts/Beginn des 20. Jahrhunderts.

Unterart der Puerto-Rico-Amazone, Amazona vittata. Die letzten drei bekannten Exemplare wurden 1899 gesammelt.
- Aruba-Amazone, Amazona barbadensis canifrons (Aruba, Westindische Inseln, 1940er Jahre)

Unterart der Gelbschulteramazone (Amazona barbadensis). Zuletzt zwischen 1944 und 1947 gesichtet.
- Réunion-Halsbandsittich, Psittacula eques eques (Réunion, Maskarenen, ca. 1732)

Nominatform des heute noch existierenden Mauritiussittichs (Psittacula eques echo), die das letzte Mal 1732 in einem Bericht des Reisenden Jean-François Charpentier de Cossigny erwähnt wurde.

### Cuculiformes
Kuckucksvögel
- Schneckenseidenkuckuck, Coua delalandei (Madagaskar, 1834?)
- St.-Helena-Kuckuck, Nannococcyx psix (St. Helena, Atlantik, 18. Jahrhundert)

nur vom linken Humerus bekannt.

### Falconiformes

#### Falkenartige

##### Arten
- Guadalupe-Karakara, Caracara lutosa (Guadalupe, Ostpazifik, 1900)

Die Art wurde 1875 entdeckt und 25 Jahre später ausgerottet.
- Réunionfalke, Falco duboisi (Réunion, Maskarenen, ca. 1700)

### Strigiformes

#### Eulen

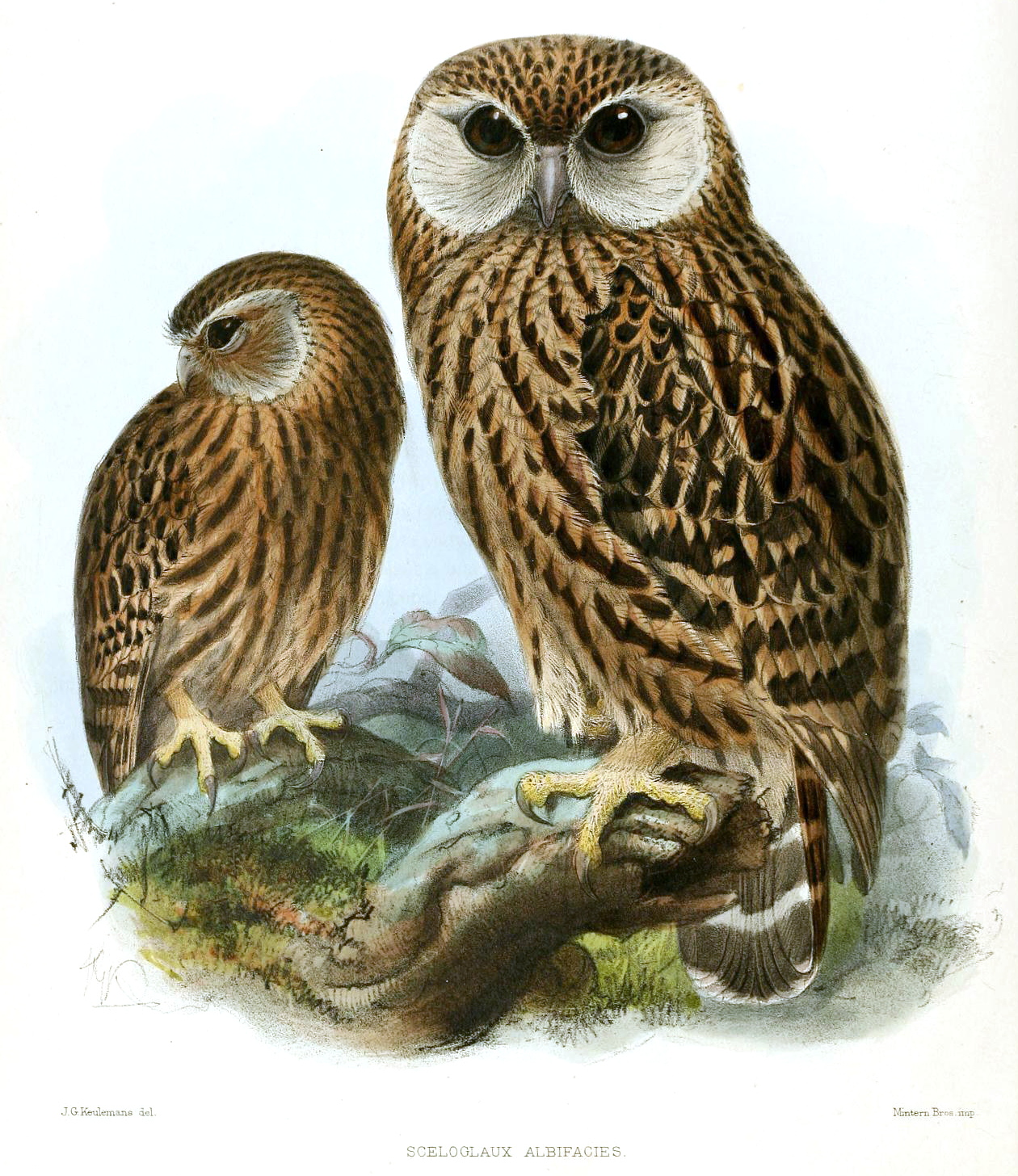
Weißwangenkauz (Sceloglaux albifacies) Illustration John Gerrard Keulemans, aus Ornithological Miscellany, Vol. I, 1875

##### Arten
- Réunion-Eule, Otus grucheti (Réunion, Maskarenen, 18. Jahrhundert?)
- Mauritius-Eule, Otus sauzieri (Mauritius, Maskarenen, nach 1837)
- Rodrigues-Eule, Otus murivorus (Rodrigues, Maskarenen, Mitte des 18. Jahrhunderts)

Die beiden zuletzt genannten Arten wurden wechselnd in die Gattungen Bubo, Athene, „Scops“ (=Otus), Strix, Tyto und Mascarenotus platziert, bevor man ihre wahren Verwandtschaftsverhältnisse feststellte.
- Weißwangenkauz, Sceloglaux albifacies (Südinsel und Stewart Island, Neuseeland, 1914?)
- Pernambuco-Zwergkauz (Glaucidium mooreorum) (Pernambuco, Brasilien, 2001)

Der Pernambuco-Zwergkauz ist nur durch die beiden 1980 gesammelten Typusexemplare und durch Lautäußerungen, die bis 2001 zu hören waren, bekannt.
- Bermudakauz, Aegolius gradyi (Bermuda, frühes 17. Jahrhundert?, nur durch subfossile Überreste bekannt)

##### Unterarten
- Marie-Galante-Kanincheneule (Athene cunicularia guadeloupensis) (Marie-Galante, spätes 19. Jahrhundert)

die letzten Exemplare wurde 1890 von Mungos ausgerottet
- Antigua-Kanincheneule (Athene cunicularia amaura) (Antigua, St. Kitts und Nevis, spätes 19. Jahrhundert)

die letzten Exemplare wurde 1890 von Mungos ausgerottet
- Rotwangenkauz (Ninox albifacies rufifacies) (Nordinsel, ausgestorben ca. 1870er Jahre?)
- Socorro-Elfenkauz (Micrathene whitneyi graysoni) (Socorro, 1970er Jahre?)

Unterart des Elfenkauzes. Letztnachweis war im Jahr 1970
- Jungferninseln-Kreischeule (Megascops nudipes newtoni) (Amerikanische Jungferninseln, 1980er Jahre?)

Unterart der Nacktfuß-Kreischeule. Die letzte bestätigte Sichtung war 1927 auf Viques, von St. John liegt ein unbestätigter Report aus dem Jahre 1981 vor.
- Lord-Howe-Kuckuckskauz (Ninox novaeseelandiae albaria) (Lord-Howe-Insel, 1950er-Jahre)
- Norfolkinsel-Kuckuckskauz (Ninox novaezelandeae undulata) (Norfolkinsel, 1996)

in reinrassiger Form seit 1996 ausgestorben, überlebt als Norfolkinsel/Neuseeland-Kuckuckskauzhybride.

### Caprimulgiformes

#### Nachtschwalben

##### Arten
- Jamaikanachtschwalbe, Siphonorhis americana (Jamaika, Westindische Inseln, spätes 19. Jahrhundert)

Berichte über unidentifizierbare Nachtschwalben im Lebensraum von S. americana lassen die Vermutung zu, dass diese kryptische Art noch existieren könnte. Nachforschungen werden derzeit durchgeführt. Bis auf Weiteres wird die Art als „vom Aussterben bedroht (vermutlich ausgestorben)“ eingestuft.
- Siphonorhis daiquiri (Kuba, Westindische Inseln)

1985 nach subfossilen Knochen beschrieben, könnte bis in die Neuzeit überlebt haben oder noch existieren.
- Neukaledonien-Nachtschwalbe (Eurostopodus exul) (Neukaledonien, 1930er Jahre?)

Ursprünglich als Unterart der Bartnachtschwalbe betrachtet. Nur vom Holotypus aus dem Jahre 1939 bekannt.

### Apodiformes
Seglervögel und Kolibris.
- Kupferfadenelfe, Discosura letitiae (sehr unklar mit Nordost-Bolivien angegeben)

Lediglich durch zwei Exemplare unbekannter Herkunft aus dem Handel bekannt.
- Bracesmaragdkolibri Chlorostilbon bracei (New Providence, Bahamas, spätes 19. Jahrhundert)
- Gouldsmaragdkolibri Chlorostilbon elegans (Jamaika oder nördliche Bahamas, Westindische Inseln, spätes 19. Jahrhundert)
- Türkiskehl-Höschenkolibri, Eriocnemis godini (Ecuador, 20. Jahrhundert?)

nach unbestätigten Sichtungen in den 1970er Jahren offiziell als „vom Aussterben bedroht“ gelistet. Lediglich von sechs Exemplaren aus dem 19. Jahrhundert bekannt. Der einzig bekannte Lebensraum ist zerstört, jedoch bleibt das genaue Verbreitungsgebiet dieses Vogels unklar.

### Coraciiformes,Alcediniformes,Bucerotiformes
Rackenvögel, Eisvögel und Verwandte

#### Arten
- St.-Helena-Wiedehopf, Upupa antaios (St. Helena, Atlantik, frühes 16. Jahrhundert)
- Talaudzwergfischer, Ceyx sangirensis (Sangihe-Inseln, spätes 20. Jahrhundert)

galt zeitweise als Unterart des Rostfischers Ceyx fallax. Die letzte Sichtung war im Jahre 1997.

#### Unterarten
- Ryūkyū-Liest, Todiramphus cinnamominus miyakoensis (Miyako-jima, Ryūkyū-Inseln, spätes 19. Jahrhundert)

Ursprünglich als eigenständige Art beschrieben, stellt er nach heutiger Forschermeinung eine Unterart des Zimtkopfliestes Todiramphus cinnamominus dar. Er wurde nur einmal von Wissenschaftlern im Jahre 1887 nachgewiesen, das vorhandene Museumsexemplar ist etwas beschädigt und macht deshalb eine Molekularanalyse schwierig.
- Sakaraha-Zwergfischer, Corythornis madagascariensis dilutus (Madagaskar, 1970er-Jahre?)

Unterart des Madagaskarfischers Corythornis madagascariensis Nur vom Holotypus aus dem Jahre 1974 bekannt.
- Mangareva-Liest Todiramphus gambieri gambieri (Gambier-Inseln, 19. Jahrhundert?)

Nominatform des seltenen Tuamotuliests Todiramphus gambieri niauensis, der auf der Insel Niau überlebt. Nur vom Holotypus aus dem Jahre 1841 bekannt.

### Piciformes

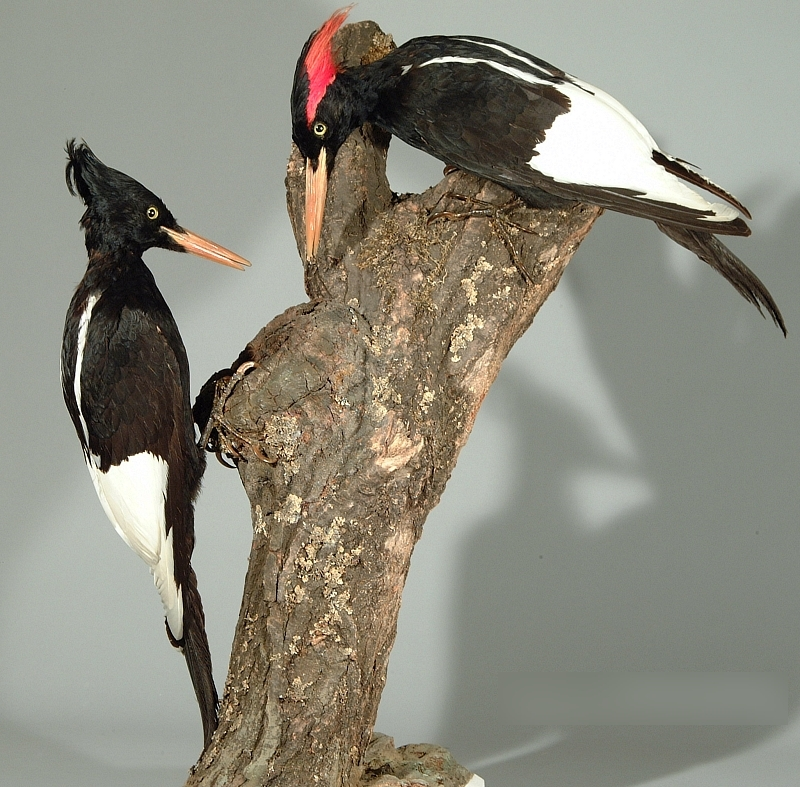
Kaiserspecht (Campephilus imperialis)
als Schaupräparat im Museum Wiesbaden

Spechtvögel und Verwandte

#### Arten
- Kaiserspecht, Campephilus imperialis (Mexiko, Ende der 1950er Jahre?)

Dieser 60 Zentimeter große Specht ist offiziell als „vom Aussterben bedroht“ gelistet, nachdem es immer wieder unbestätigte Sichtungen (die letzte im Jahre 2005 im Copper Canyon) gab.
- Nach einer angeblichen Sichtung im Jahre 2004, sind die Hoffnungen geschwunden, dass der nordamerikanische Elfenbeinspecht (Campephilus principalis principalis) tatsächlich im White River National Wildlife Refuge von Arkansas wiederentdeckt wurde. Der letzte sichere Nachweis war 1944. Der Status der Art ist umstritten. Offiziell gilt er als vom Aussterben bedroht.
- Bermudaspecht, Colaptes oceanicus (Bermuda, 17. Jahrhundert?, nur durch subfossile Überreste bekannt)

##### Unterarten
- Cebu-Weißbauchspecht (Dryocopus javensis cebuensis) (Cebu, Philippinen, 20. Jahrhundert?)

Nur von 3 Exemplaren bekannt, die vor 1900 auf Cebu gesammelt wurden.
- Der Kubanische Elfenbeinspecht (Campephilus principalis bairdii) wurde zuletzt im März 1987 gesichtet.
- Guadalupe-Kupferspecht (Colaptes auratus rufipileus) (Guadalupe, Niederkalifornien, frühes 20. Jahrhundert)

Unterart des Goldspechtes (Colaptes auratus). Die letzten zwölf Exemplare wurden 1906 gesammelt.

### Passeriformes
Sperlingsvögel

#### Formicariidae
Ameisenpittas und Ameisendrosseln

##### Unterarten
- Grallaria milleri gilesi. (Kolumbien, das einzige bekannte Exemplar wurde 1878 gesammelt)

Unterart der Brustband-Ameisenpitta (Grallaria milleri). Sie wurde im Jahr 2009 auf der Basis eines 130-Jahre alten Museumsexemplars beschrieben.

#### Furnariidae
Töpfervögel

##### Arten
- Alagoas-Blattspäher, Philydor noavesi, (Alagoas, Brasilien, 2011)

Der Alagoas-Blattspäher wurde zuletzt im Jahr 2011 gesichtet. Aufgrund der rapiden Zerstörung seines Lebensraums, der Mata Atlântica, besteht kaum eine Überlebenschance. Daher wurde er 2019 von der IUCN in die Liste der neuzeitlich ausgestorbenen Vogelarten aufgenommen.
- Dunkelkopf-Blattspäher, Cichlocolaptes mazarbarnetti, (Brasilien, 2007)

Der Dunkelkopf-Blattspäher wurde zuletzt im Jahr 2007 gesichtet. Er bewohnte kleine disjunkte Lebensräume in Alagoas und Pernambuco, die heute zerstört sind. Daher wurde er 2019 von der IUCN in die Liste der neuzeitlich ausgestorbenen Vogelarten aufgenommen.

#### Acanthisittidae
Stummelschwänze
- Stephenschlüpfer, Traversia lyalli (Neuseeland, 1895?)

Von dieser Art wurde in berühmter (aber in einer nicht ganz richtigen) Form behauptet, dass sie von einer einzigen Katze namens „Tibbles“ ausgerottet wurde. Tatsächlich waren mehrere Umstände am Aussterben dieser Art beteiligt.
- Waldstummelschwanz, Xenicus longipes (Neuseeland, 1972)

Drei Unterarten existierten: X. l. stokesi – Nordinsel, ausgestorben 1955; X. l. longipes – Südinsel, ausgestorben 1968; X. l. variabilis – Stewart Island, ausgestorben 1972.

#### †Mohoidae
Die fünf Vertreter dieser Familie wurden lange für Honigfresser gehalten, da man annahm, dass sie von australasiatischen Honigfressern abstammen. Nach neuen genetischen Erkenntnissen sind sie vermutlich näher mit den Seidenschwänzen der Neuen Welt verwandt. Daher wurde 2008 die neue Familie Mohoidae geschaffen.
- Schmalfedermoho, Chaetoptila angustipluma (Big Island, Hawaiʻi, 1860er Jahre)
- Prachtmoho, Moho nobilis (Big Island, Hawaiʻi, 1934 zuletzt nachgewiesen)
- Krausschwanzmoho, Moho apicalis (Oʻahu, Hawaiʻi, 1837 zuletzt nachgewiesen)
- Ohrbüschelmoho, Moho bishopi (Molokaʻi, zuletzt 1904 nachgewiesen), eine unbestätigte Sichtung gab es 1981 auf Maui
- Schuppenkehlmoho, Moho braccatus (Kauaʻi, Hawaiʻi, 1987)

#### Sittidae
Kleiber
- Bahamakleiber, Sitta insularis (Bahamas, ca. 2018)

Die letzte Population fiel 2018 Hurrikan Dorian zum Opfer.

#### Meliphagidae
Honigfresser
- Chatham-Glockenhonigfresser, Anthornis melanocephala (Chatham-Inseln, Südwestpazifik, ca. 1910)

Wird manchmal als Unterart des Maorihonigfressers (Anthornis melanura) betrachtet. Unbestätigte Sichtungen existierten von Anfang bis Mitte der 1950er Jahre.

#### Acanthizidae
Südseegrasmücken
- Lord-Howe-Gerygone, Gerygone insularis (Lord-Howe-Insel, Südwestpazifik, ca. 1930)

#### Monarchidae
Monarchen und Verwandte

##### Arten
- Maupiti-Monarch (Pomarea maupitiens) (Maupiti, Gesellschaftsinseln, Mitte des 19. Jahrhunderts)

Früher wurde der wissenschaftliche Name Pomarea pomarea verwendet, der heute als Junior-Synonym von Pomarea nigra betrachtet wird, da die rein schwarzen Exemplare der ursprünglich zusammengesetzten Typenreihe, auf der P. pomarea basierte, von Tahiti und nicht von Maupiti stammte. P. maupitiensis basiert auf dem schwarzweiß gescheckten Männchen der ursprünglich zusammengesetzten Typenreihe, das auf Maupiti gesammelt wurde und das als Lektotypus für diese sexuell zweifarbige Spezies klassifiziert wurde.
- Eiao-Fleckenmonarch, Pomarea fluxa (Eiao, Marquesas, ca. 1977)
- Nuku-Hiva-Monarch oder Kokohuia, Pomarea nukuhivae (Nuku Hiva, Marquesas, 1930er Jahre)
- Ua-Pou-Monarch, Pomarea mira (Ua Pou, Marquesas, ca. 1985)
- Guam-Monarch, Myiagra freycineti (Guam, Marianen, 1984)

###### Unterarten
- Hiva-Oa-Monarch, Pomarea mendozae mendozae (Hiva Oa, Marquesas, ca. 1975)

Die Nominatform ist ausgestorben, die Unterart Pomarea mendozae motanensis überlebt auf Mohotani und ist sehr selten.

#### Rhipiduridae
Fächerschwänze.

##### Unterarten
- Lord-Howe-Graufächerschwanz, Rhipidura fuliginosa cervina (Lord-Howe-Insel, ca. 1928)

Unterart des Neuseelandfächerschwanzes (Rhipidura fuliginosa). Opfer der Rattenplage auf der Lord-Howe-Insel nach der Strandung der SS Makambo auf der Lord-Howe-Insel im Jahr 1918
- Guam-Fuchsfächerschwanz, Rhipidura rufifrons uraniae (Guam, ca. 1984)

Unterart des Fuchsfächerschwanzes (Rhipidura rufifrons). Opfer der Braunen Nachtbaumnatter.

#### Oriolidae

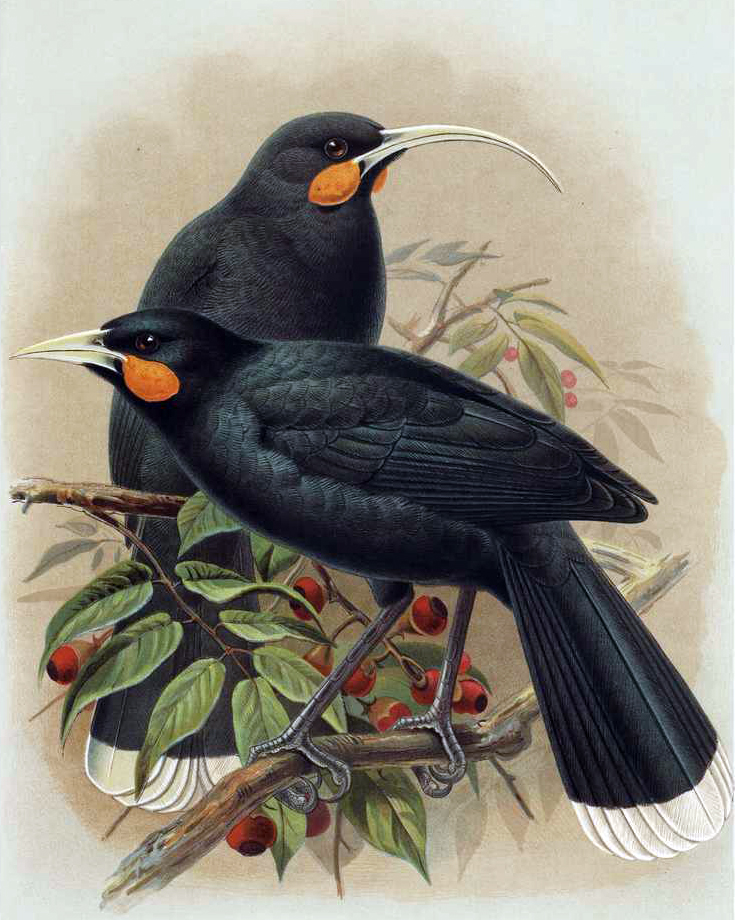
Huia (Heteralocha acutirostris), Männchen (Vordergrund) und Weibchen (Hintergrund), Illustration John Gerrard Keulemans, aus A History of the Birds of New Zealand, 1905

##### Arten
Turnagra, früher als Neuseeland-Drosseln bezeichnet
- Nordinselpirol, Turnagra tanagra (Nordinsel, Neuseeland, c.1955?)

seit 1900 nicht mehr zuverlässig nachgewiesen, letzte unbestätigte Sichtung 1955.
- Südinselpirol, Turnagra capensis (Südinsel, Neuseeland, 1960er Jahre?)

Zwei Unterarten existierten: T. c. minor von Stephens Island (Neuseeland) (ausgestorben ca. 1897) und die Nominatform T. c. capensis vom Festland der Südinsel (letztes Exemplar gesammelt im Jahre 1902, letzte unbestätigte Sichtung im Jahre 1963)

##### Unterarten
- Cebu-Gelbkehlpirol, Oriolus steerii assimilis (Cebu, Philippinen, c. 2001?)

Unterart des Philippinenpirols (Oriolus steerii). 1906 galt der Cebu-Gelbkehlpirol als ausgestorben, bis eine unbestätigte Sichtung im Jahr 2000 die Hoffnung nährte, dass er noch existieren könnte. Seit 2001 hat es jedoch keine weiteren Nachweise mehr gegeben.

#### Callaeidae
Lappenvögel
- Huia, Heteralocha acutirostris (Nordinsel, Neuseeland, frühes 20. Jahrhundert)
- Südinsel-Kokako Callaeas cinerea (Südinsel, Neuseeland, 1960er-Jahre)

Die letzte bestätigte Sichtung war 1967. In der Folgezeit hat es nur noch unbestätigte Nachweise gegeben.

#### Estrildidae
Prachtfinken

##### Arten
- Schwarzzügelastrild, Estrilda nigriloris (Demokratische Republik Kongo, Afrika, spätes 20. Jahrhundert)

ein mysteriöser Astrild, der 1950 zuletzt gesehen wurde. Da Teile seines Lebensraumes im Upemba National Park liegen, könnte er noch überleben.

##### Unterarten
- Neochmia ruficauda ruficauda (Australien, 2000)

Nominatform des Binsenastrilds (Neochmia ruficauda), zuletzt im Jahre 2000 nachgewiesen.

#### Parulidae
Waldsänger

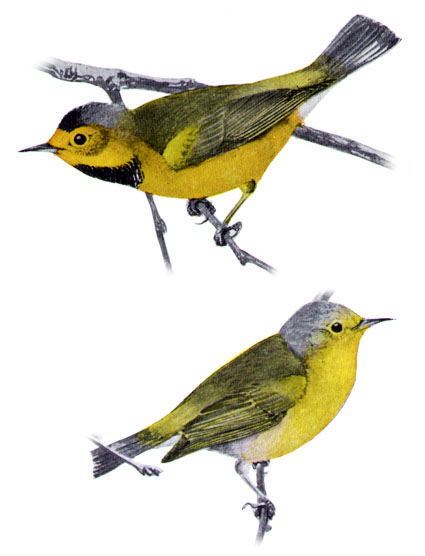
Gelbstirnwaldsänger – Männchen (oben) und Weibchen (unten)

- Gelbstirnwaldsänger, Vermivora bachmanii (südliche USA, ca. 1980er Jahre?)

offiziell als „vom Aussterben bedroht“ gelistet.
- Blassfuß-Waldsänger, Leucopeza semperi (Saint Lucia, Karibische Inseln, zuletzt 1961 gesehen)

#### Icteridae
Grackeln
- Schlankschnabelgrackel, Quiscalus palustris (Mexiko, 1910)

#### Fringillidae
Finken
- Bonin-Kernbeißer, Carpodacus ferreorostris (Chichi-jima, Ogasawara-Inseln, 1830er Jahre?)

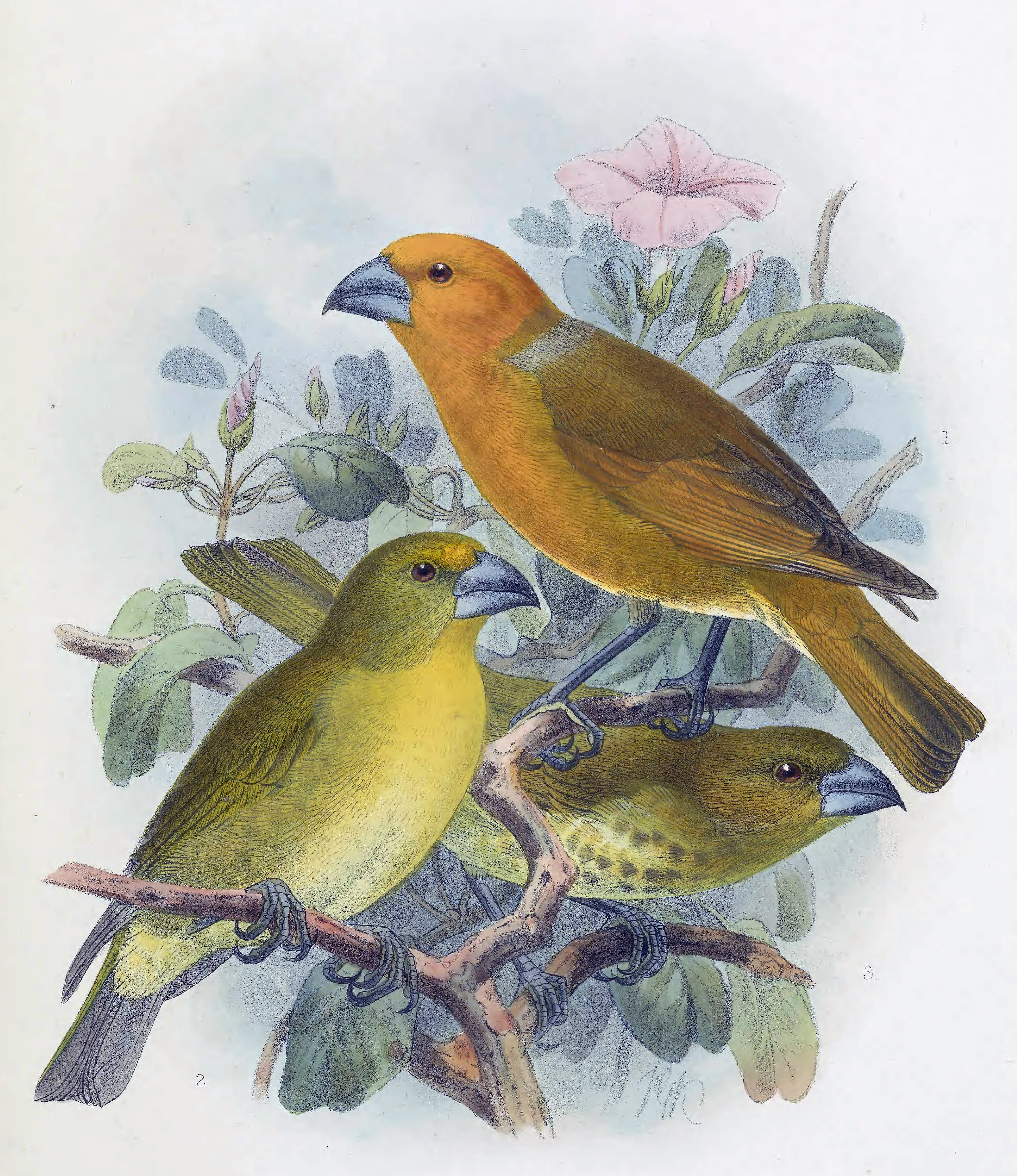
Palmers Papageischnäbler (Rhodacanthus palmeri) Illustration John Gerrard Keulemans, aus The Avifauna of Laysan, 1893

Drepanidini
Kleidervögel

##### Arten
- Gelbkopf-Kleidervogel, Psittirostra psittacea (Hawaiʻi, c.2000?)

Offiziell als „vom Aussterben bedroht (vermutlich ausgestorben)“ gelistet. Dies war einst die am weitesten verbreitete Art der hawaiischen Kleidervögel. Seit 1987 oder 1989 gibt es keine zuverlässigen Nachweise mehr.
- Lanaikleidervogel, Dysmorodrepanis munroi (Lānaʻi, Hawaiʻi, 1918)
- Kauai-Palila, Loxioides kikuchi (Kauaʻi, Hawaiʻi), nur von subfossilen Knochen bekannt, könnte jedoch bis ins frühe 19. Jahrhundert überlebt haben.
- Gelbkopf-Papageischnäbler, Rhodacanthis flaviceps (Big Island, Hawaiʻi, 1891)
- Palmers Papageischnäbler, Rhodacanthis palmeri (Big Island, Hawaiʻi, 1896)
- Kona-Papageischnäbler, Chloridops kona (Big Island, Hawaiʻi, 1894)
- Einsiedler-Grünkleidervogel, Hemignathus sagittirostris (Big Island, Hawaiʻi, 1901)
- Lanai-Akialoa, Akialoa lanaiensis (Lānaʻi, 1894). Subfossile Knochen wurden auf Maui und Molokaʻi, gefunden
- Hawaii-Akialoa, Akialoa obscura (Big Island, Hawaiʻi, 1940)
- Kauai-Akialoa, Akialoa lanaiensis (Kauaʻi, Hawaiʻi, 1965)
- Oahu-Akialoa, Akialoa ellisiana (Oʻahu, Hawaiʻi, 1940)
- Oahu-Sichelkleidervogel oder Oahu-Nukupuʻu, Hemignathus lucidus (Hawaiʻi, spätes 19. Jahrhundert)

Die Nominatform von Oʻahu (H. l. lucidus) ist seit dem späten 19. Jahrhundert ausgestorben.
- Kakawahie-Astläufer, Paroreomyza flammea (Molokaʻi, Hawaiʻi, 1963)
- Oahu-Astläufer, Paroreomyza maculata (Oʻahu, Hawaiʻi, frühe 1990er Jahre)

Offiziell als „vom Aussterben bedroht (vermutlich ausgestorben)“ gelistet. Letzter Nachweis war im Jahre 1985, die letzte unbestätigte Sichtung im Jahre 1990.
- Annakleidervogel, Ciridops anna (Big Island, Hawaiʻi, 1892 oder nach einem unbestätigten Bericht erst 1937)
- Rußmamo, Drepanis funerea (Molokaʻi, Hawaiʻi, 1907)
- Königskleidervogel, Drepanis pacifica (Big Island, Hawaiʻi, 1898)
- Weißwangen-Kleidervogel, Melamprosops phaeosoma (Maui, Hawaiʻi, 2004?)

Das letzte bekannte Exemplar starb am 28. November 2004 in Gefangenschaft. Zwei weitere Vögel, die man vorher noch auf Maui nachweisen konnte, sind spurlos verschwunden.
- Maui-Akepakleidervogel (Loxops ochraceus) (Maui, Hawaiʻi, 1988?)

Nach einem letzten zuverlässigen Nachweis im Jahre 1988, sind Suchen nach der Art in den 1990er Jahren fehlgeschlagen.
- Loxops wolstenholmei (Oʻahu, Hawaiʻi, zuletzt 1900 gesehen)
- Laysan-Apapane, Himatione fraithii (Laysan, Hawaiʻi, 1923).

##### Unterarten
- Kauai-Sichelkleidervogel oder Kauai-Nukupuʻu, Hemignathus lucidus hanapepe (Kauaʻi, Hawaiʻi, Ende der 1990er-Jahre)

Unterart des Nukupuus, wurde seit 1995 nicht mehr zuverlässig nachgewiesen.
- Maui-Sichelkleidervogel oder Maui-Nukupuʻu, Hemignathus lucidus affinis (Maui, Hawaiʻi, Ende der 1990er-Jahre)

Unterart des Nukupuus, wurde seit 1995 nicht mehr zuverlässig nachgewiesen.

#### Passerellidae

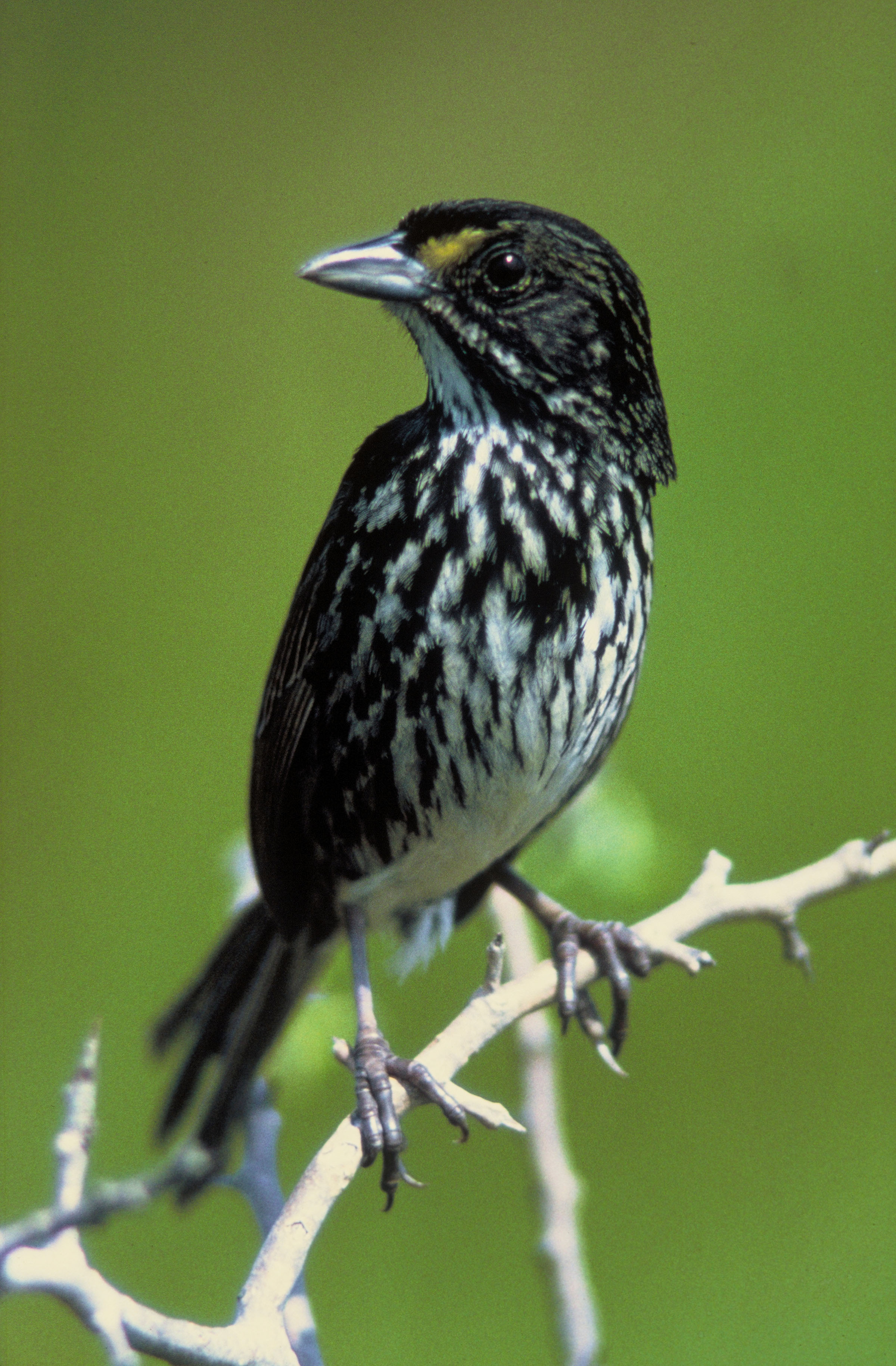
Schwarze Strandammer

Neuweltammern

##### Arten
- Bermudagrundammer (Pipilo naufragus) (Bermuda, frühes 17. Jahrhundert?)

Naher mit der Rötelgrundammer (P. erythrophthalmus) verwandt, nur durch fossiles und subfossiles Material bekannt. Ein Reisebericht von William Strachey aus dem Jahre 1610 über eine große Ammerart von den Bermudainseln, könnte auf diese Art zutreffen.

##### Unterarten
- Schwarze Strandammer (Ammodramus maritimus nigrescens) (Florida, 1987)

Unterart der Strandammer (Ammodramus maritimus). Das letzte Männchen starb 1987 in einer Voliere des Walt Disney World Resorts in Florida.
- Santa-Barbara-Singammer (Melospiza melodia graminea) (Santa Barbara Island, Kalifornische Kanalinseln, 1960er Jahre)

Unterart der Singammer (Melospiza melodia). Nach einem verheerenden Brand, der einen Großteil der Vegetation auf Santa Barbara Island zerstörte, wurde die verbliebene Population durch verwilderte Katzen ausgelöscht.
- Guadalupe-Fleckengrundammer (Pipilo maculatus consobrinus) (Guadalupe, Niederkalifornien, spätes 19. Jahrhundert)

Unterart der Fleckengrundammer (Pipilo maculatus). Die letzte Sichtung war im Jahre 1897.
- Todos-Santos-Rostscheitelammer (Aimophila ruficeps sanctorum) (Todos-Santos-Inseln, Niederkalifornien, 1970er-Jahre)

Unterart der Rostscheitelammer (Aimophila ruficeps). Die letzte Sichtung war in den 1970er-Jahren.

#### Thraupidae
Tangaren

#### Arten
- Kittsgimpeltangare Melopyrrha grandis (Saint Kitts, Westindische Inseln, 1929)

zeitweise als Unterart Loxigilla portoricensis grandis der Rotkopfgimpeltangare betrachtet. 1929 zuletzt gesammelt.

##### Unterarten
- Santa-Maria-Kernbeißergrundfink Geospiza magnirostris magnirostris (Floreana und San Cristóbal, Galapagós-Inseln, 1950er-Jahre)

Nominatform des Großschnabel-Grundfinks Geospiza magnirostris. 1957 zuletzt gesichtet.
- Samaná-Ostschmätzertangare Calyptophilus frugivorus frugivorus (Samaná-Halbinsel, Dominikanische Republik, 1982)

Nominatform der Ostschmätzertangare (Calyptophilus frugivorus), zuletzt im Jahr 1982 gesichtet.
- Gonâve-Ostschmätzertangare Calyptophilus frugivorus frugivorus (Gonâve, Haiti, 1977)

Unterart der Ostschmätzertangare (Calyptophilus frugivorus), zuletzt im Jahr 1977 gesichtet. Manchmal als Unterart der Westschmätzertangare (Calyptophilus tertius) betrachtet.

#### Ploceidae
Webervögel
- Réunion-Weber (Foudia delloni) (Réunion, spätes 17. Jahrhundert)

Jüngste Untersuchungen (Cheke, Hume 2008) gehen davon aus, dass bereits vor der kryptischen Form Foudia bruante eine valide Webervogelart auf Réunion existierte und im späten 17. Jahrhundert ausgestorben ist.

#### Hirundinidae
Schwalben

Weißaugenschwalbe

- Weißaugenschwalbe, Pseudochelidon sirintarae (Thailand, späte 1980er Jahre?), alternativer Trivialname Sirintaraschwalbe

Offiziell als „vom Aussterben bedroht“ gelistet, diese mysteriöse Art ist nur durch Zugvögel bekannt und wurde zuletzt 1980 an ihren ehemaligen Schlafplätzen gesehen. Eine unbestätigte Sichtung soll es 1986 in Thailand gegeben haben. Jüngste unbestätigte Sichtungen lassen vermuten, dass sie noch in Kambodscha vorkommen könnte.
- Rotmeerschwalbe, Petrochelidon perdita (Rotes Meer, spätes 20. Jahrhundert?)

Bekannt von einem einzigen Exemplar, könnte diese mysteriöse Art heute noch existieren. Aber das Ausbleiben von jüngeren Berichten spricht dagegen.

#### Locustellidae
Schwirlverwandte
- Chathamfarnsänger, Poodytes rufescens (Chatham-Inseln, Neuseeland, ca. 1900)

#### Macrosphenidae

##### Arten
- Lendusylvietta (Sylvietta chapini) (Demokratische Republik Kongo, 20. Jahrhundert?), zeitweise als Unterart der Weißbrauen-Sylvietta (Sylvietta leucophrys) aufgefasst. Nur von drei Exemplaren bekannt, die zwischen 1941 und 1942 gesammelt wurden

#### Phylloscopidae
Laubsängerartige

##### Unterarten
- Lanzarote-Zilpzalp (Phylloscopus canariensis exsul) (Lanzarote, Kanarische Inseln, Ende des 20. Jahrhunderts?)

Unterart der Kanarenzilpzalps (Phylloscopus canariensis). Ein dieser Subspezies zugeschriebenes Nest wurde 1986 entdeckt. Seitdem hat es keine Nachweise mehr gegeben.

#### Acrocephalidae
Rohrsängerartige

##### Arten
- Aldabrabuschsänger, Nesillas aldabranus (Aldabra, Indischer Ozean, ca. 1984)
- Moorearohrsänger, Acrocephalus longirostris (Moorea, Französisch-Polynesien, ca. 1981)
- Guamrohrsänger, Acrocephalus luscinius (Guam, Marianen, 1969)
- Mangarevarohrsänger, Acrocephalus astrolabii (Aussterbezeitpunkt und Herkunft unbekannt, vermutlich Gambier-Inseln)
- Paganrohrsänger, Acrocephalus yamashinae (Pagan, Marianen, zwischen 1979 und 1981)
- Raiatea-Rohrsänger, Acrocephalus musae (Raiatea, Gesellschaftsinseln, 1870er-Jahre)
- Aguijanrohrsänger, Acrocephalus nijoi (Aguijan, Marianen, 1990er-Jahre)

##### Unterarten
- Laysan-Rohrsänger, Acrocephalus familiaris familiaris (Laysan, Hawaii-Inseln, ca. 1923)
- Huahine-Rohrsänger, Acrocephalus musae garretti (Huahine, Gesellschaftsinseln, 1870er-Jahre)

#### Cisticolidae
Halmsängerartige und Verwandte

##### Arten
- Tana-Cistensänger, Cisticola restrictus (Kenia, 1970er Jahre?)

Ein rätselhafter Vogel, der zu verschiedenen Zeiten in kleiner Anzahl im Stromgebiet des Tana-Flusses in Kenia beobachtet wurde, aber seit 1972 nicht mehr gefunden wurde. Wird von einigen Forschern als zweifelhaftes Taxon betrachtet, die die sieben bekannt gewordenen Exemplare für anomale Exemplare des Graucistensängers oder für Hybride halten.

##### Unterarten
- Nördlicher Spiegelfeinsänger, Apalis chariessa chariessa (Kenia, 1960er Jahre?)

Nominatform des Spiegelfeinsängers (Apalis chariessa). Zuletzt 1961 bei Mitole am unteren Tana-Fluss in Kenia beobachtet.
- Westliche Braunstirneremomela, Eremomela turneri kalindei (Demokratische Republik Kongo und Uganda, Ende der 1970er Jahre?)

Diese Unterart der Braunstirneremomela (Eremomela turneri) wurde seit Ende der 1970er-Jahre nicht mehr gesichtet. Ihr Lebensraum ist stark entwaldet.

#### Zosteropidae
Brillenvögel

##### Arten

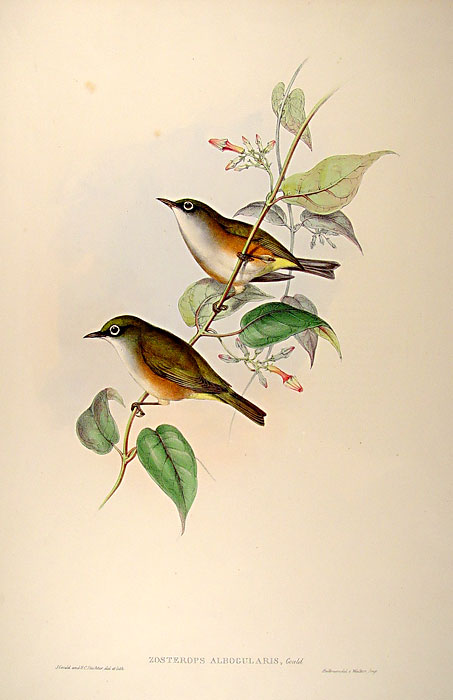
Aufgrund des sehr kleinen Verbreitungsgebietes sind die Überlebenschancen des Weißbrust-Brillenvogels sehr gering. Im Jahre 2000 wurde er von der australischen Regierung für ausgestorben erklärt obgleich es noch 2005 eine letzte Sichtung gegeben haben soll. Illustration Elizabeth Gould, aus The Birds of Australia Vol. XIII, 1869

- Lord-Howe-Brillenvogel, Zosterops strenuus (Lord-Howe-Insel, Südwestpazifik, c.1918)
- Weißbrust-Brillenvogel, Zosterops albogularis (Norfolk-Insel, zwischen 2006 und 2010)
- Mariannebrillenvogel, Zosterops semiflavus (Marianne Island, Seychellen, c. 1900)
- Guambrillenvogel, Zosterops conspicillatus (Guam, Marianen, ca. 1984)

#### Pycnonotidae
Bülbüls
- Rodrigues-Bülbül, Hypsipetes cowlesi (Rodrigues, Maskarenen, Aussterbezeitpunkte zwischen dem 17. Jahrhundert und 18. Jahrhundert sind am wahrscheinlichsten)

Nur von subfossilem Material bekannt.

#### Cinclosomatidae
Drosselflöter

##### Unterarten
- Mount-Lofty-Fleckenflöter Cinclosoma punctatum anachoreta (Australien, Mitte der 1980er-Jahre)

Unterart des Fleckenflöters (Cinclosoma punctatum), Endemit in den Mount Lofty Ranges, South Australia, zuletzt 1984 nachgewiesen

#### Campephagidae
Stachelbürzler

##### Unterarten
- Marinduque-Glanzraupenfänger Edolisoma coerulescens deschauenseei (Marinduque, Philippinen, 1970er-Jahre?)

Unterart des Glanzraupenfängers (Edolisoma coerulescens). Nur vom Holotypus aus dem Jahre 1971 bekannt.
- Cebu-Glanzraupenfänger Edolisoma coerulescens alterum (Cebu, Philippinen, Beginn des 20. Jahrhunderts?)

Unterart des Glanzraupenfängers (Edolisoma coerulescens). Zuletzt im Jahre 1906 gesammelt.
- Cebu-Bindenraupenfänger Coracina striata cebuensis (Cebu, Philippinen, 1959)

Unterart des Bindenraupenfängers (Coracina striata). Zuletzt im Jahre 1906 gesammelt.
- Norfolk-Langschwanzlalage Lalage leucopyga leucopyga (Norfolkinsel, 1940er-Jahre?)

Nominatform der Langschwanzlalage (Lalage leucopyga). Zuletzt im Jahre 1942 gesichtet.

#### Muscicapidae
Fliegenschnäpper
- Sumatra-Blauschnäpper, Cyornis ruckii (Malaysia oder Indochina, 20. Jahrhundert?)

Ein mysteriöser Vogel, der nur von vier Exemplaren bekannt ist. 1918 wurde er zuletzt gefunden. Offiziell als „vom Aussterben bedroht“ gelistet, da er noch im nordöstlichen Indochina existieren könnte. Manche Wissenschaftler sehen ihn als Unterart des Hainan-Blauschnäppers an.

#### Troglodytidae
Zaunkönige

##### Unterarten
- Martinique-Hauszaunkönig, Troglodytes aedon martinicensis (Martinique, Ende des 19. Jahrhunderts)

Unterart des Hauszaunkönigs. Der Letztnachweis war im Jahr 1886. Vermutlich starb er schon vor dem Ausbruch des Mont Péle im Jahre 1902 aus.
- Guadalupe-Buschzaunkönig, Thryomanes bewickii brevicauda (Guadalupe, Ende des 19. Jahrhunderts)

Unterart des Buschzaunkönigs. Der Letztnachweis war im Jahr 1897.
- San-Clemente-Buschzaunkönig, Thryomanes bewickii leucophrys (San Clemente Island, Ende der 1960er-Jahre)

Unterart des Buschzaunkönigs. Der Letztnachweis war im Jahr 1968.
- San-Benedicto-Felsenzaunkönig, Salpinctes obsoletus exsul (San Benedicto, Revillagigedo-Inseln, 1952)

Unterart des Felsenzaunkönigs. Die einzige bekannte Population wurde 1952 durch den Ausbruch des Vulkans Bárcena auf San Benedicto ausgelöscht.

#### Turdidae
Drosseln

##### Arten

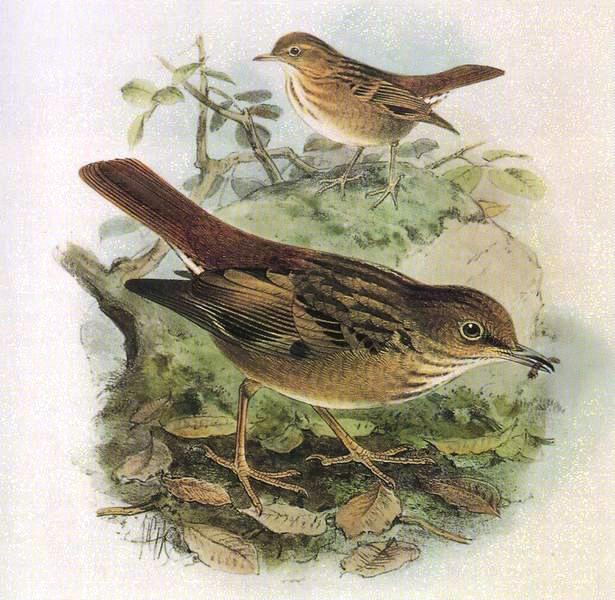
Bonin-Erddrossel (Zoothera terrestris) Illustration John Gerrard Keulemans, aus A monograph of the Turdidae, 1898

- Rotaugendrossel, Turdus ravidus (Grand Cayman, Westindische Inseln, 1940er Jahre)
- Bonin-Erddrossel, Zoothera terrestris (Chichi-jima, Ogasawara-Inseln, ca. 1830er Jahre)
- Oahuklarino, Myadestes woahensis (Oʻahu, Hawaiʻi, Mitte des 19. Jahrhunderts)
- Kauaiklarino, Myadestes myadestinus (Kauaʻi, Hawaiʻi, zuletzt 1993 oder 1996 gesehen)
- Lanaiklarino, Myadestes lanaiensis (Hawaiʻi-Inseln, 1980er?)

Offiziell als „vom Aussterben bedroht (vermutlich ausgestorben)“ gelistet, weil es auf Molokai noch Plätze gibt, die noch nicht erkundet wurden. Unterarten sind bekannt von Lānaʻi (M. l. lanaiensis, ausgestorben Anfang der 1930er Jahre) und Molokai (M. l. rutha, von der die letzten Nachweise aus den 1980er Jahren stammen).

##### Unterarten
- Lord-Howe-Inseldrossel, Turdus poliocephalus vinitinctus (Lord-Howe-Insel, frühe 1920er-Jahre)

Wurde am Anfang der 1920er-Jahre durch Ratten ausgerottet.
- Norfolk-Inseldrossel Turdus poliocephalus poliocephalus (Norfolkinsel, späte 1970er-Jahre)

Starb Ende der 1970er-Jahre durch die Nachstellung durch Ratten und Katzen sowie durch die Hybridisierung mit Amseln aus.
- Maré-Inseldrossel, Turdus poliocephalus mareensis (Maré, Loyalitätsinseln, frühes 20. Jahrhundert)

wurde 1911 oder 1912 zuletzt gesammelt.
- Myadestes elisabeth retrusus (Isla de la Juventud, 1970er Jahre)

Unterart des Kubaklarinos, 1970 zuletzt gesehen.
- Turdus plumbeus perditus (Islas del Cisne, Honduras, spätes 19. Jahrhundert)

Unterart der Rotfußdrossel, 1887 zuletzt gesehen.

#### Sturnidae
Stare

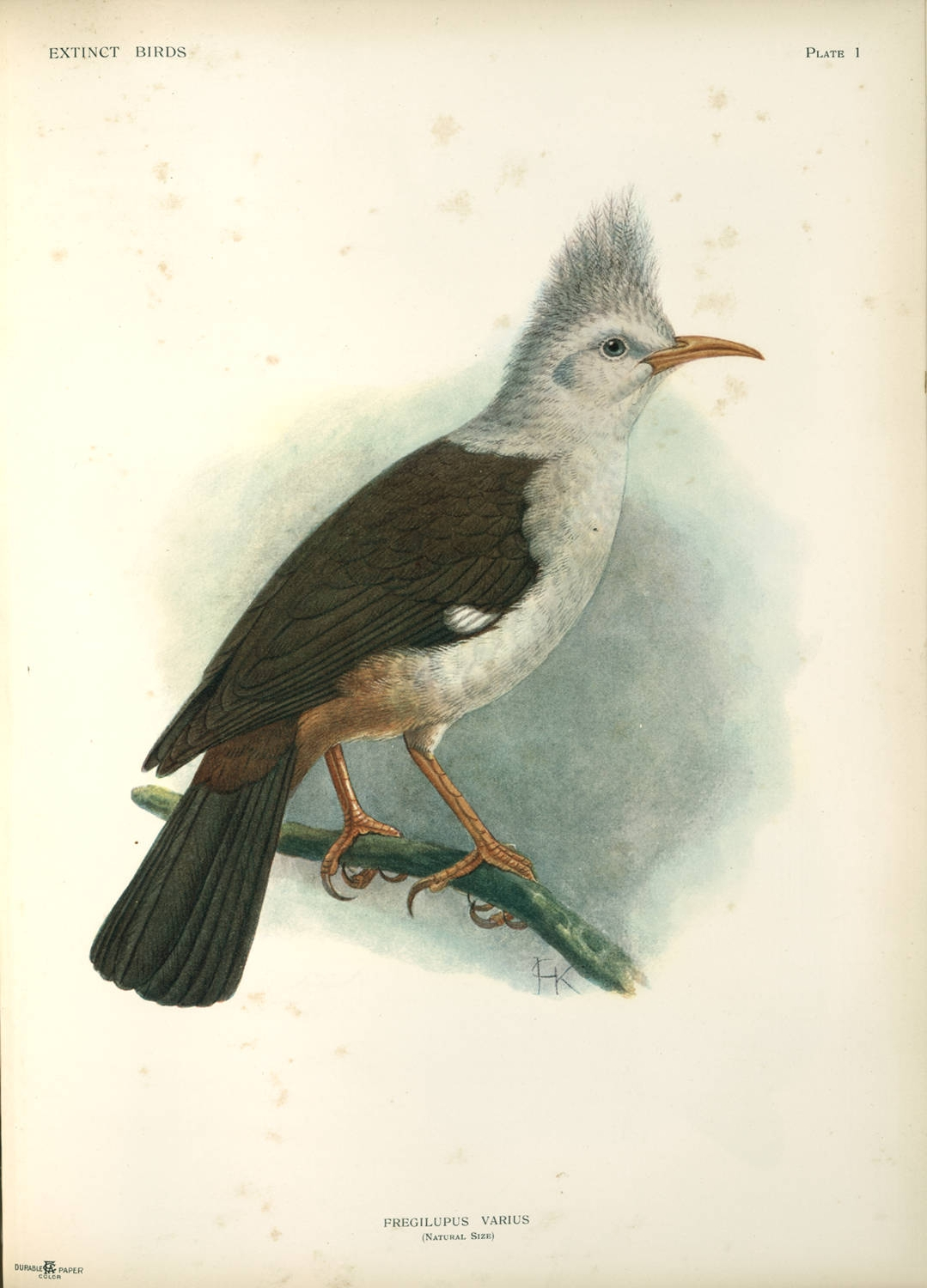
Hopfstar (Fregilupus varius) Illustration John Gerrard Keulemans, aus Extinct Birds, 1907

- Kosrae-Singstar, Aplonis corvina (Kosrae, Karolinen, Mitte des 19. Jahrhunderts)
- Schlichtstar, Aplonis mavornata (Mauke, Cookinseln, Mitte des 19. Jahrhunderts)
- Aplonis fusca (Norfolkinsel und Lord-Howe-Insel, Südwestpazifik, ca. 1923)

Zwei Unterarten existierten, A. f. fusca – Norfolk-Star (ausgestorben ca. 1923); A. fusca hulliana – Lord-Howe-Star (ausgestorben ca. 1919).
- Pelzelnstar, Aplonis pelzelni (Pohnpei, Mikronesien, ca. 2000)

Die letzten zuverlässigen Nachweise stammen aus den Jahren 1956 und 1995, ein weiteres Überleben dieser Art wird ernsthaft angezweifelt.
- Hopfstar, Fregilupus varius (Réunion, Maskarenen, 1850er Jahre)
- Rodrigues-Star, Necropsar rodericanus (Rodrigues, Maskarenen, spätes 18. Jahrhundert?)

Dieser Vogel wurde wechselnd als Testudophaga bicolor, Necropsar leguati oder Orphanopsar leguati beschrieben, die alle drei als identisch mit N. rodericanus betrachtet werden. Testudophaga bicolor ist in einem Reisebericht aus dem Jahre 1726 erwähnt, Orphanopsar leguati ist nur durch Knochenfunde bekannt und Necropsar leguati befand sich im World Museum Liverpool. Letztere Art konnte jedoch in der Zwischenzeit aufgrund einer DNA-Analyse als missgedeutetes teilweise albinotisches Exemplar der Grauzitterdrossel (Cinclocerthia gutturalis) identifiziert werden.
- Raiateastar, Aplonis ulietensis (Raiatea, Gesellschaftsinseln, zwischen 1774 und 1850)

Stand zeitweise in der Familie der Drosseln (Turdus ulietensis) oder als incertae sedis (Aplonis? (Turdus?) ulietensis). Gewöhnlich wird noch die Bezeichnung „Ulieta-Drossel“ verwendet. Ein kryptischer Vogel von Raiatea, der nur durch eine alte Zeichnung von Georg Forster und von Beschreibungen eines verlorengegangenen Exemplars bekannt ist. Seine taxonomische Stellung kann bis heute nicht geklärt werden. Aus biogeografischen Gründen und wegen der erhaltenen Beschreibung wurde angeregt, ihn in die Familie der Honigfresser zu stellen. Jedoch scheint es mit der Entdeckung von subfossilen Überreste des Huahine-Stars (Aplonis diluvialis) von der Nachbarinsel Huahine denkbar, dass er eher in die Familie der Stare gehört.